# Genicera
Genicera es una localidad española ubicada en el noroeste de la península ibérica, al Este del municipio de Cármenes, en la provincia de León, comunidad autónoma de Castilla y León. Contaba en enero de 2024 con 11 habitantes y 25 censados repartidos en una superficie de 1221,68 ha. y un área metropolitana de 59,91 m², siendo así la cuarta localidad más poblada del municipio.
Nacida como campamento astur-cántabro, su carácter tribal se mantuvo hasta la llegada del Imperio Romano. Tras su práctica despoblación con motivo de la llegada de los visigodos, Genicera recibió un nuevo impulso como parte del Reino Astur. Comenzaría poco a poco una de sus etapas históricas más destacadas como lugar de realengo, excepto desde 1379 hasta 1382, periodo en el que Los Argüellos perteneció a Alfonso Enríquez. Participará activamente en la Reconquista contra los musulmanes, motivo por el cual se le concedieron diversos privilegios reales.  La localidad albergó órdenes religiosas y con ella, caballeros cruzados, gracias a lo cual se conservan los elementos que configuran su historia.
Desde la Edad Moderna, verá expandida sus fronteras ya que se anexionará los territorios del recién despoblado de Uvierzo, y comenzará entonces un largo y lento periodo de decrecimiento de su población a pesar de las novedades tecnológicas, que animaron a sus gentes a mudarse a las ciudades. Configurará su camino como Real Camino de la Mesta para conducir a sus gentes arrieras desde Asturias hasta Castilla trayendo consigo productos de primera necesidad y novedades artísticas. Durante el siglo XIX con la llegada de la revolución industrial mantendrá tres minas abiertas para la extracción de diversos minerales, mejorando relativamente la economía de sus gentes, hasta que viese de nuevo frenado su crecimiento con la emigración a Hispanoamérica.
Su patrimonio histórico y monumental se conserva en su práctica totalidad en la iglesia parroquial, a excepción de ciertos elementos que, o bien se han deteriorado, se han quemado en la guerra civil o han sido sustraídos. Igualmente, se celebran pocas de las muchas tradiciones con las que se configuró la sociedad de este lugar. De los lugares a destacar, lo conforman principalmente las montañas que circundan la localidad, la iglesia parroquial y la casa solariega, convirtiendo a este lugar en un pueblo receptor de ecoturismo en meses de verano en su mayoría.
Genicera dispone de una red muy poco desarrollada de carreteras que se encuentra actualmente en reacondicionamiento.

## Toponimia
El origen del nombre de Genicera tiene dos variantes: la primera la cual dice que el nombre proviene del arbusto de la genista y la segunda afirma que este proviene de la genciana ambas plantas muy presentes en este entorno. Aparecerá posteriormente en variados documentos, donde se recoge como Guinizera ya en torno al siglo XVI. Posteriormente y con la evolución de la palabra, se mantendría la morfología actual a excepción de la característica de este nombre, visto como Genizera, donde todavía se veía reflejado en el Diccionario de las ciudades, villas, lugares,...  impulsado por José Moñino y Redondo, I conde de Floridablanca; visible en su escudo, dado que no había unas reglas fijas de gramática, ya que las normas lingüísticas de la región, en la que predominaba la lengua leonesa, apuntan a que este pudo ser el nombre del poblado,  supuestamente otorgado por los romanos.
En los primeros textos escritos en los que encontramos esta localidad es en el Documento N.º 777 de la Colección Documental de la Catedral de León de 1457. En ella se nombra a uno de sus vecinos como rector:

Fernando García, rector de Villanueva de Pontedo, y Pedro Fernández, rector de Genicera, venden a Pedro Carreño, hijo de Pedro Rodríguez de Carreño, contador de Diego Fernández de Quiñones, todos los vasallos, fueros, derechos, suelo y casas que poseen en Garrafe y que pertenecieron a Pedro Suárez de Canseco, de quien ambos son testamentarios, por cinco mil maravedís, que declararon haber recibido:

Sepan quantos esta carta de vençión vieren cómmo yo, Ferrnand García, clérigo, retor / de Villa Nueua de sobre Pontedo, así como testamentario que soy e fyu / e fynqué de Pero Suárez de Canseco, que Dios aya, e yo, Pero Ferrández, clérigo, re / torde santo Tomás de Ginizera, en nonbre e por el poder que he e tengo de / Vrraca Ferrández, muger que fue e fyncó del dicho Pero Suárez de Canseco, otroga / mos e connosçemos por esta carta que vendemos a vos, Pedro de Carreño, fiio de / Pero Rodríguez de Carreño, contador del señor Diego Ferrández de Quinnones, que / presente estades, todos los vasallos e fueros e derchos e padronad / go e suelos e casas e prados e terras labradas e por labrar, montes [...]

Ante Juan Fernández de Gozón, escribano real y notario público en Laguna [de Negrillos].

Testigos: Lope Castañón.- Fernado Álvarez de Argüello, notario.- Diego de Carreño.- Ordoño de Carreño, escuderos, de Diego Fernández de Quiñones.
Colección Docuental de la Catedral de León. Nº 777. Orig. Perg., 4 ff de 165×235 mm.; escr. cortesana. Año 1457, marzo, 13. Laguna (de Negrillos).

Encontramos numerosas teorías fruto de la influencia musulmana, como la que se observa en la revista de Archivos Leoneses que indica que este nombre proviene de la palabra Ginizera y otras más arraigadas a la tradición popular que consideran este enclave un campamento de jenízaros (en turco yeniçeri, يڭيچرى), que significa "nuevas tropas/soldados", las unidades otomanas de infantería con alto nivel de entrenamiento, pudiendo guardar relación con el pueblo de Almuzara cuyo topónimo significa hipódromo, pista de caballos (en árabe المسار, āl-masār).
Otros autores como Maximiliano González Flórez sostienen la teoría de que su verdadero origen se encuentra en torno a los siglos IX-X, fruto de al inmigración mozarábiga, recibiendo el nombre del diminutivo Yenestella, proveniente de la Yenesta, nombre vulgar de la genista o Genesta, que bien podría referirse a la genista o al piorno.
Por último, según los estudios recientes de Gonzalo Mateo Sanz, su nombre derivaría de la unión de las sílabas gen-aiz-era, que en la primitiva lengua íbera significa «peñas abandonadas».
Figurará finalmente cantidad de veces el nombre de la localidad como Genizera, sobre todo en documentos de los siglos XVIII-XIX, además de encontrarlo de esta manera todavía en referencias del año 1917 en el periódico  La Gaceta de Instrucción Pública y Bellas Artes.

## Geografía

### Localización

Terrenos del Puerto de Sancenas

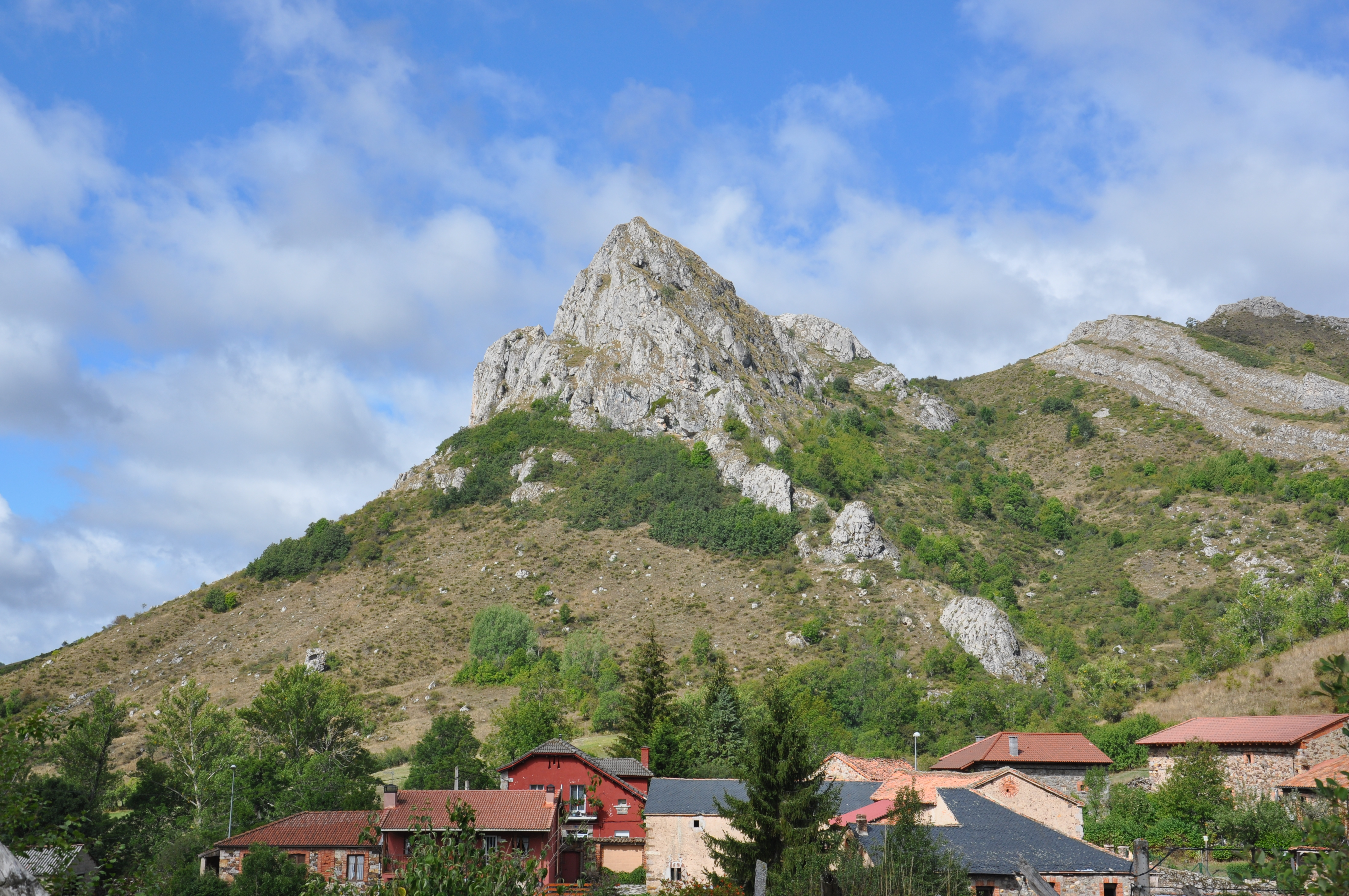
Pica el Socueto (pronunciado sucueto [suku'eto̞]) es uno de los más característicos de esta localidad, con una altura de 1476

Panorámica de Genicera tomada desde So las Cercas

Genicera se encuentra en el llamado Vallico; valle que aglomera los pueblos de Valverdín, Pedrosa, Lavandera, Genicera y el desaparecido pueblo de San Esteban de Uvierzo; todos estos dentro de la reserva de la biosfera de Los Argüellos. El Pico Cabañas o Pico Cabanas, es uno de los picos más altos de Genicera se encuentra en El Gorbizalón, teniendo este un altura de 1909 m s. n. m..
Este valle viene definido en el Diccionario Geográfico-estadístico de España y Portugal del siglo XIX:

Sitiado en una pequeña llanura rodeada de peñas; confinada con los pueblos de Genicera, Lavandera, Valverdin y Pedrosa. Riega sus términos el rio de la Mediana que desemboca en el Torío. Produce trigo, cebada, centeno, titos, garbanzos, yerba y hortaliza. Industria arriería para Castilla y Asturias, adonde conducen vino, y en retorno traen pescados frescos, alubias y tocino que llevarán á todas partes del reino. Dista 8 leguas de la capital. Contribuye con el concejo.
Diccionario Geográfico-estadistico de España y Portugal

El territorio bruto de Genicera dispone de un total de 1.221,68 hectáreas a pesar de que el pueblo posee un territorio neto de 59,91 m². Según el catastro del Marqués de la Ensenada se dice de la siguiente manera:

1. A la primera respondieron que este lugar se llama el de Genizera, uno de los del concejo de la Mediana de Argüello.

2. A la segunda declararon que dicho lugar es realengo.

3. A la tercera dijeron que el término del citado lugar tiene de levante a poniente un cuarto de legua y de norte a sur otro cuarto, por lo que su circunferencia se compone de una legua poco más o menos, linda al Oriente con término del lugar de Valverde de Curueño, al Medio Día con el del lugar de Rodillazo, a Poniente con término del lugar de Lavandera y norte con el de Canseco, su figura la del margen.
Catastro de Ensenada: Reino de León, copia de las respuestas generales del lugar de Genizera. Año 1753. (Aplicadas las respectivas correcciones gramaticales)

Las escrituras de Sancenas. Única copia de las ocho hojas, dos que se muestran, que se usaron para las escrituras en las que Froilán Díez Canseco, vende las tierras del puerto de Sancenas al pueblo de Genicera por 3.000 pesetas, un 23 de agosto de 1905

De los terrenos externos al núcleo de población,el más conocido es la Collada de Uvierzo erróneamente llamada como Collada de Valdeteja, donde antiguamente se encontraba el pueblo de los San Esteban de Uvierzo. De las zonas limítrofes a esta, se encuentran los territorios del puerto de Sancenas y Fuenfría (en leonés Funfría [fuɱˈfɾiä]).
En los terrenos de Sancenas se encuentran los llamados tres mojones de Sancenas que dividen los municipios de Cármenes, Valdelugueros y Valdepiélago, en este caso, un mojón en cada municipio con una separación de menos de 1,5 m. También aquí se encuentra el pico más alto del pueblo, el denominado Alto de la Loma o Alto la Lomba con una altura aproximada de unos 1920 m s. n. m..
| Noroeste: Pontedo  | Norte: Canseco | Nordeste: Redilluera (Valdelugueros)      |
| Oeste: Lavandera   |                | Este: Valverde de Curueño (Valdelugueros) |
| Suroeste: Tabanedo | Sur: Rodillazo | Sureste: Correcillas (Valdepiélago)       |

### Hidrografía

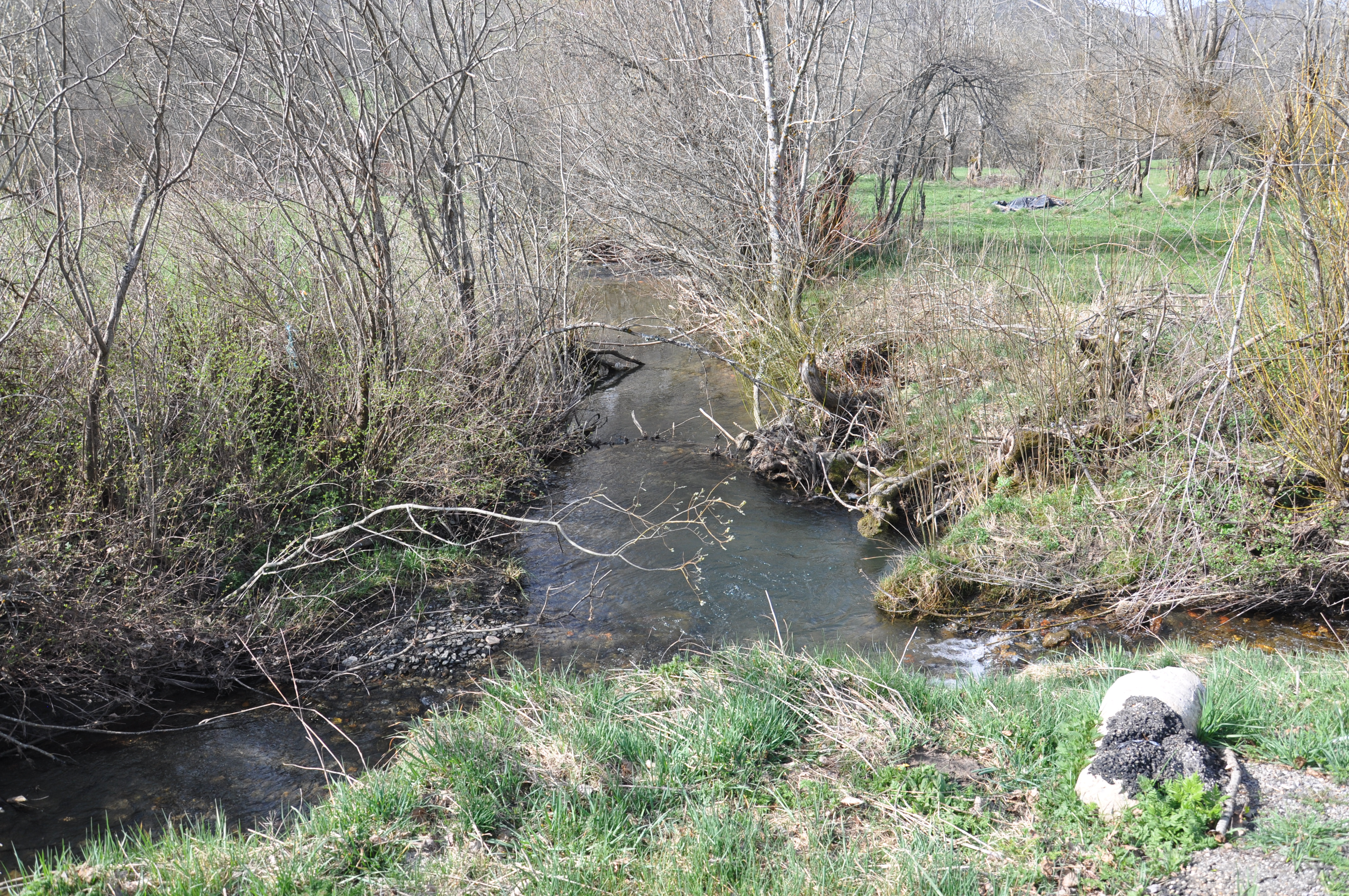
Desembocadura del Arroyo del Truébano (izquierda) en el Río Valverdín (derecha) en Genicera

De este pueblo nacen los ríos de La Palera, Gorguera y Fesusán; que desembocan el río Valverdín, otro de los ríos que nace en terreno ginato. Nacen también los regueros del Truébano y de Las Raneras y pertenecen a sus terrenos las fuentes de  Fucheros, Fejabudo, Arganosa y las de Sancenas, muy próxima a los mojones y Doña María, afluentes del río Curueño.

### Clima

Climograma de Genicera

El clima de Genicera oceánico húmedo o atlántico de montaña de tipo Cfb de acuerdo a la clasificación climática de Köppen.
La temperatura media anual se sitúa en torno a los 8 °C, lo que refleja un clima fresco a lo largo del año. Los meses más cálidos son julio y agosto, con temperaturas medias de 16,23 °C y 15,87 °C, respectivamente. Durante estos meses, las temperaturas máximas pueden alcanzar los 24 °C, lo que indica un verano suave. Por otro lado, los meses más fríos son enero y febrero, con temperaturas medias de 1,23 °C y 2 °C, y mínimas que descienden hasta los -3,27 °C en enero, lo que implica la posibilidad de heladas frecuentes en invierno. Se presenta un régimen pluviométrico elevado, con una precipitación anual total de 1.411,67 mm.
Este patrón climático, con inviernos fríos y muy lluviosos y veranos suaves y relativamente secos, es típico de un clima oceánico de montaña. Las condiciones son propicias para la formación de ecosistemas de alta biodiversidad, favoreciendo especialmente la presencia de bosques y praderas naturales. Además, este tipo de clima es adecuado para actividades como la ganadería extensiva y el aprovechamiento de recursos hídricos. Genicera no es un territorio árido ni semiárido, ya que las precipitaciones superan ampliamente el umbral de aridez en todos los meses del año.
| Parámetros climáticos promedio de Genicera                                                  | Parámetros climáticos promedio de Genicera | Parámetros climáticos promedio de Genicera | Parámetros climáticos promedio de Genicera | Parámetros climáticos promedio de Genicera | Parámetros climáticos promedio de Genicera | Parámetros climáticos promedio de Genicera | Parámetros climáticos promedio de Genicera | Parámetros climáticos promedio de Genicera | Parámetros climáticos promedio de Genicera | Parámetros climáticos promedio de Genicera | Parámetros climáticos promedio de Genicera | Parámetros climáticos promedio de Genicera | Parámetros climáticos promedio de Genicera |
| Mes                                                                                         | Ene.                                       | Feb.                                       | Mar.                                       | Abr.                                       | May.                                       | Jun.                                       | Jul.                                       | Ago.                                       | Sep.                                       | Oct.                                       | Nov.                                       | Dic.                                       | Anual                                      |
| ------------------------------------------------------------------------------------------- | ------------------------------------------ | ------------------------------------------ | ------------------------------------------ | ------------------------------------------ | ------------------------------------------ | ------------------------------------------ | ------------------------------------------ | ------------------------------------------ | ------------------------------------------ | ------------------------------------------ | ------------------------------------------ | ------------------------------------------ | ------------------------------------------ |
| Temp. máx. media (°C)                                                                       | 5.67                                       | 7.3                                        | 9.6                                        | 11.5                                       | 14.87                                      | 19.7                                       | 24                                         | 23.6                                       | 20.1                                       | 14.13                                      | 9.67                                       | 6.3                                        | 14                                         |
| Temp. media (°C)                                                                            | 1.23                                       | 2                                          | 4.1                                        | 5.53                                       | 8.93                                       | 12.87                                      | 16.23                                      | 15.87                                      | 13.07                                      | 8.4                                        | 4.5                                        | 2.03                                       | 8                                          |
| Temp. mín. media (°C)                                                                       | -3.27                                      | -2.97                                      | -1.57                                      | -0.13                                      | 3                                          | 6                                          | 8.3                                        | 7.87                                       | 5.83                                       | 2.8                                        | -0.33                                      | -2.17                                      | 2                                          |
| Precipitación total (mm)                                                                    | 148                                        | 134.5                                      | 103.73                                     | 118.53                                     | 135.3                                      | 75.5                                       | 47.23                                      | 44.77                                      | 82.83                                      | 148.03                                     | 168.83                                     | 169.73                                     | 1411.67                                    |
| Fuente: Atlas Climático Digital de la Península ibérica. Universidad Autónoma de Barcelona. |                                            |                                            |                                            |                                            |                                            |                                            |                                            |                                            |                                            |                                            |                                            |                                            |                                            |

## Morfología del paisaje

### Geología

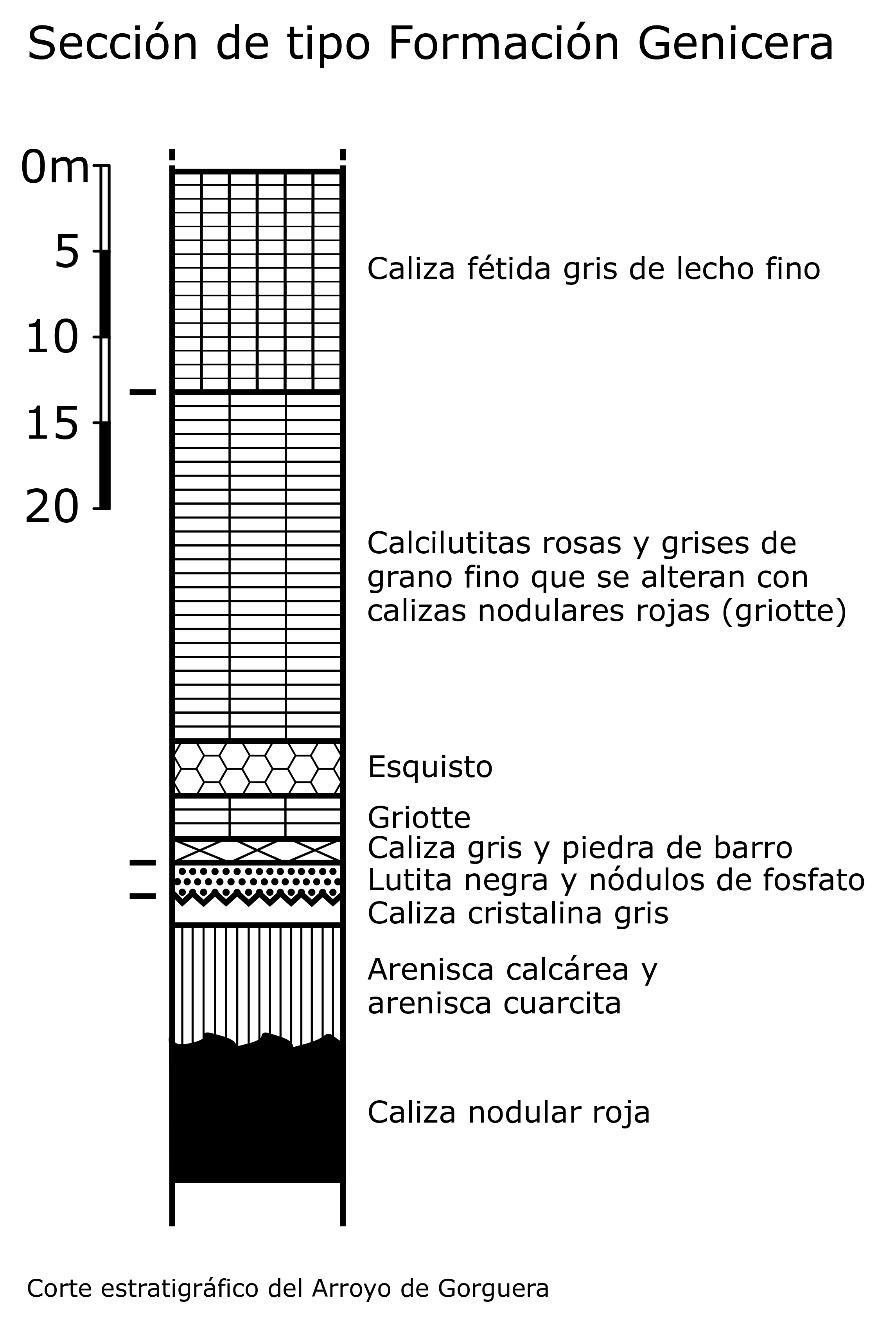
Corte estratigráfico de una sección tipo Genicera en el Arroyo de Gorguera

En el norte peninsular, ente las costas del Mar Cantábrico, desde Cudillero hasta San Vicente de la Barquera, la parte occidental de esta zona traza un arco que pasa por Cangas de Narcea y se adentra en León por Villablino, continuando en dirección O-E siguiendo por el eje subcantábrico, desde Pola de Gordón adentrándose de lleno en Genicera. La mayoría de sedimentos son de Edad Carbonífera aunque están también representadas otras épocas geológicas. Algunas son muy antiguas, como las pizarras del Precámbrico, otras como las cuarcitas, pizarras y conglomerados del Cámbrico, del Silúrico son pizarras negras y areniscas y del Devónico, sobre todo calizas y areniscas con fósiles de marinos.
Destaca el pueblo por la numerosa presencia de bloques líticos de colores bermejos, debido a las formaciones que se encuentran bordeando esta localidad se tratan de rocas de Formación Genicera. Es quizás la formación más extendida por el Noroeste peninsular y se diferencia del resto por estar compuesta por calizas nodulosas rojas tipo «griotte» del  Carbonífero Inferior. Es importante tener en cuenta que estas formaciones no son exclusivas de esta localidad, por lo que a veces también se le puede denominar Formación Alba. Se puede encontrar en su característico color rosado o en forma de caliza blanca, más abundante en la zona palentina y además se pueden observar restos del Viseense. Las formaciones en Sancenas vienen dadas sobre todo, de plegamientos de los periodos Devónico, Carbonífero y Cuaternario, todos estos de la Era Paleozoica (318,1 - 416,0 millones de años). Está formado principalmente por un terreno calcáreo. De esta forma encontramos un paisaje kárstico del que la acidez del agua ha ido produciendo distintos modelados en el terreno. Entre ellas podemos encontrar dolinas con su crecimiento en forma de uvala de Las Vizarreras, cárcavas cercanas a la Fuente de Sancenas o los tills de las Pedrerizas de Fuenfría. Igualmente, presenta indicios de glaciares de la Glaciación Würm, ya que por su gran altitud, los grandes y continuos cúmulos de nieve se irían desbordando por la ladera septentrional en la que se encuentran actualmente depósitos de roca arrastrados por este colocados sin ningún tipo de orden.

### Litología

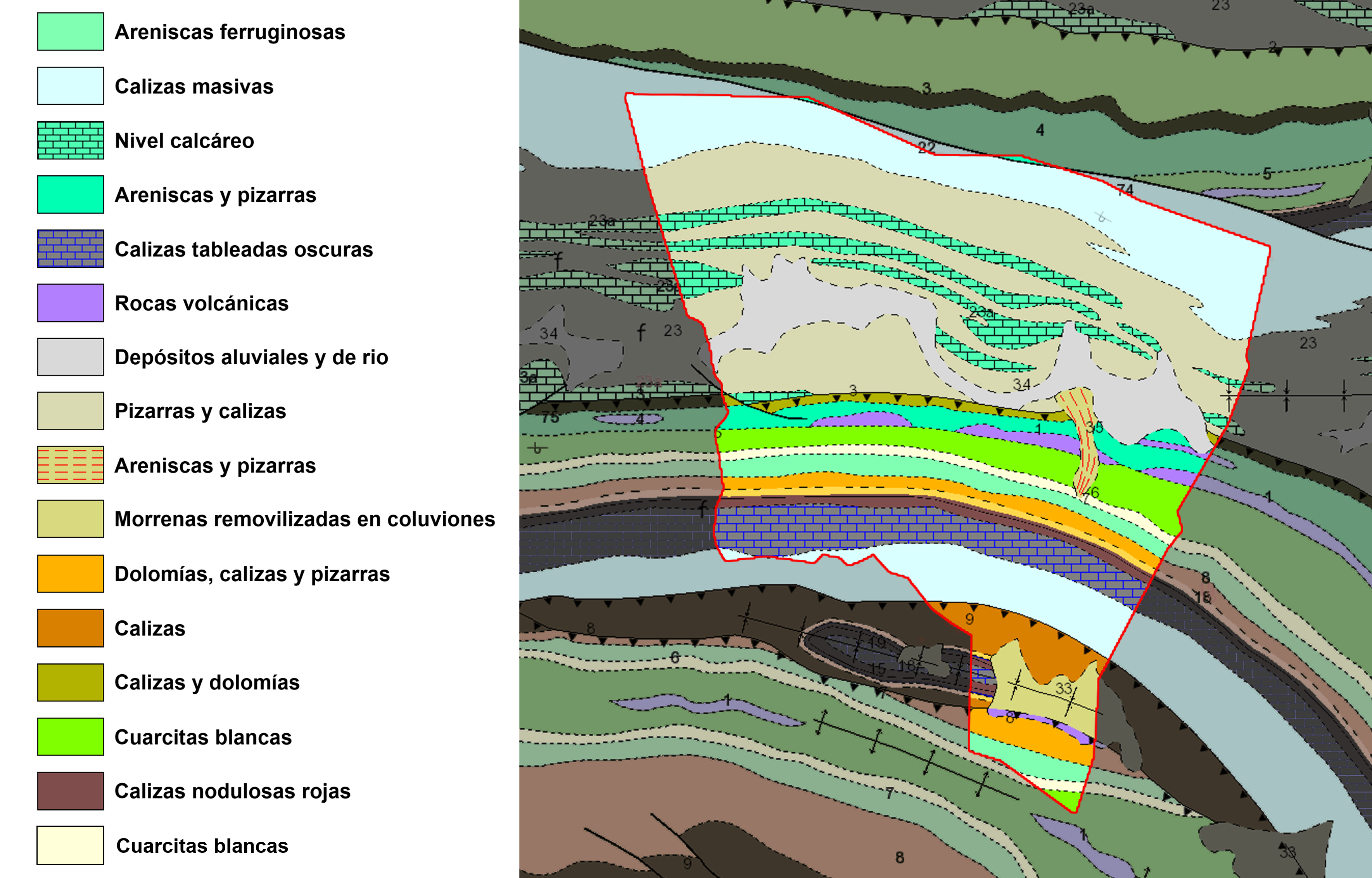
Mapa litológico de Genicera

La comarca y los municipios colindantes están formados por una sucesión de rocas sedimentarias (cuarcitas, pizarras, calizas, etc.) formadas en ambientes marinos de aguas poco profundas, a veces incluso en zonas de lagos, con pizarras que contienen capas de carbón, aunque también procedentes de zonas de aguas más profundas, así como las llamadas calizas de montaña de Picos de Europa. En su base, contiene principalmente pizarras negras y calizas nodulosas rojas o «griotte» (formación tipo Genicera).
Sancenas por su parte, se presenta como una formación kárstica de tipo pónor y está constituido por plegamientos y morrenas, principalmente por sedimentos arcillosos de origen glaciar, delimitando una gran explanada en lo alto de la formación rocosa del valle, semipermeable, creando un extenso poljé y caracterizado por el sumidero que crea el Arroyo de Fejabudo, que atraviesa la zona Este de la campa. En la zona meridional, se observan con gran detalle aquellos sedimentos arcillosos, de los que parte la Fuente de Sancenas, formándose una pequeña cárcava por la erosión. Está declarado como Punto de Interés Geológico Provincial.

## Naturaleza

### Flora
El paisaje de la localidad se caracteriza por su extensión agraria, configurando una pequeña llanura en la loma del valle que lo circuye. Se encuentra dentro de la Región Eurosiberiana, en la Provincia Orocantábrica, Sector Ubiñense-Picoeuropeano. Predominan en todo el valle de Genicera la serie Ubiñense-Picoeuropeano y Campurriano-Carrionesa acidófila con predominio del haya común aunque en ciertas zonas se observan las series subalpina orocantábrica silicícola con predominio del enebro rastrero alpino, los arándanos Vaccinium uliginosum y Vaccinium myrtillus, el brezo, la Festuca eskia, la Luzula caespitosa y la Teesdaliopsis conferta (sector Este), y en los sectores Sur y Sureste las series subalpina orocantábrica basófila con predominio del enebro rastrero alpino, de la gayuba y la adelfilla y de montaña orocantábrica acidófila con predominio del abedul celtibérico, el roble albar, el arce hoja de plátano y el acebo. Entre sus terrenos, encontramos la especie endémica del Hieracium geniceranum. De las 21 áreas de interés comunitario que conforman la Reserva de la biosfera de Los Argüellos, Genicera cuenta con 3 de estas. Vienen definidas todas ellas como "aquellas áreas naturales y seminaturales, terrestres o acuáticas, que, en el territorio europeo de los Estados miembros de la UE, se encuentran amenazados de desaparición en su área de distribución natural reducida a causa de su regresión o debido a que es intrínsecamente restringida, o bien constituye ejemplos representativos de una o varias de las regiones biogeográficas de la Unión Europea". Estas tres regiones son los denominados 4090, 4030 y 6510.
Distribuidas en mayor o menor medida, son observables las especies protegidas Apium repens, Festuca elegans, Narcissus triandrus y Santolina semidentata según la Directiva 92/43/CEE del Consejo, relativa a la conservación de los hábitats naturales y de la fauna y flora silvestres y recogido en el Real Decreto 139/2011.

#### Especies protegidas
Según la Ley 4/2015 del Patrimonio Natural de Castilla y León del Decreto 63/2007 por el que se crean el Catálogo de Flora Protegida de Castilla y León y la figura de protección denominada Microrregresiva de Flora, aparecen indicadas las siguientes:
Especies vulnerables
- Androsace halleri
- Callianthemum coriandrifolium
- Empetrum nigrum

Especies de atención preferente
| - Androsace lactea - Apium repens - Carex frigida - Fritillaria legionensis - Homogyne alpina - Horminum pyrenaicum - Hugueninia tanacetifolia - Isoetes velatum - Lycopodium clavatum - Menyanthes trifoliata - Nigritella gabasiana - Odontites viscosus | - Orchis pallens - Platanthera chlorantha - Potentilla nivalis - Pulsatilla rubra - Santolina semidentata - Saxifraga babiana - Saxifraga praetermissa - Spergula viscosa - Swertia perennis - Taxus baccata - Tozzia alpina - Veronica mampodrensis |

### Fauna
Genicera cuenta con cumbres que superan los 1800 m s. n. m. como el Alto la Lomba o el Cueto Cabanas donde son capaces de sobrevivir bastantes de las especies endémicas que habitan la cordillera. Su área de distribución pertenece a la Red Natura 2000.  Las especies protegidas, se encuentran salvaguardadas por la Directiva 92/43/CEE del Consejo cuya conservación es necesaria para la designación de Zonas de Especial Conservación (ZEP). En el Anexo II de la Directiva para el Hábitat aparecen un total de 13 especies y en su Anexo IV para una protección estricta aparecen otras 13 especies de la zona. En cuanto a la Directiva para las Aves, aparecen en la Directiva 2009/147/CE del Parlamento Europeo y del Consejo relativa a la conservación de las aves silvestres, en su Anexo I, un total de 20 especies que son objeto de conservación especial por su designación de Protección Especial a través de las Zonas de Especial Protección para las Aves (ZEPA). Igualmente, se encuentra esta localidad dentro de la IBA ES-420 Montaña Central de León, es decir, en la extensión más grande de la Reserva de la biosfera de Los Argüellos identificada como Área importante para la conservación de las aves, con un total de 66.583,41 ha.
Se pueden observar especies como la liebre de piornal, la perdiz pardilla o el rebeco. Entre las aves, se pueden contemplar águilas reales, buitres leonados o alimoches. Por sus bosques puede verse el oso pardo, que atraviesa sus montes como conexión entre las zonas oriental y occidental de la Cordillera Cantábrica. Además de este, son visibles el lobo, la ardilla roja, el lirón careto, el topillo rojo y el gato montés o especies de caza mayor como son el ciervo, el corzo y el jabalí.
En las zonas húmedas y cursos fluviales es común encontrarse con ovíparos como la trucha común y la bermejuela. Entre los mamíferos acuáticos podemos encontrar la nutria, el desmán ibérico y la rata de agua mientras que aquellas de zonas de ribera, la habitan la jineta, el tejón o el turón entre otros. Los anfibios que pueden encontrarse, son la ranita de San Antonio, la rana común, los tritones palmeado o jaspeado y los sapos corredor o pintojo ibérico.
En cuanto a las zonas antrópicas, pueden observarse animales como el gorrión común, el estornino negro, la golondrina común, el avión común, la lavandera blanca, la cigüeña, la urraca o la lechuza blanca. Son igualmente comunes la lagartija roquera, la garduña y el zorro común o especies de murciélagos como el murciélago común o el murciélago hortelano.

#### Especies protegidas
Aparecen protegidas las siguientes especies según el Real Decreto 139/2011:
|                                                                                           | Nombre científico                    | Nombre común         | Anexo que lo recoge        | Estatus                    |
| ----------------------------------------------------------------------------------------- | ------------------------------------ | -------------------- | -------------------------- | -------------------------- |
| Anfibios                                                                                  |                                      |                      |                            |                            |
| Alytes obstetricans                                                                       | Sapo partero común                   | Anexo IV             | Sin estado de conservación |                            |
| Bufo calamita                                                                             | Sapo corredor                        | Anexo IV             | Sin estado de conservación |                            |
| Discoglossus galganoi                                                                     | Sapillo pintojo ibérico              | Anexos II y IV       | Sin estado de conservación |                            |
| Hyla arborea                                                                              | Ranita de San Antonio                | Anexo IV             | Sin estado de conservación |                            |
| Mesotriton alpestris                                                                      | Tritón alpino                        |                      | Vulnerable                 |                            |
| Rana iberica                                                                              | Rana patilarga                       | Aexo IV              | Sin estado de conservación |                            |
| Triturus marmoratus                                                                       | Tritón jaspeado                      | Anexo IV             | Sin estado de conservación |                            |
| Reptiles                                                                                  | Coronella austriaca                  | Culebra lisa europea | Anexo IV                   | Sin estado de conservación |
| Reptiles                                                                                  | Lacerta schreiberi                   | Lagarto verdinegro   | Anexos II y IV             | Sin estado de conservación |
| Reptiles                                                                                  | Podarcis muralis                     | Lagartija roquera    | Anexo IV                   | Sin estado de conservación |
| Aves                                                                                      |                                      |                      |                            |                            |
| Anthus campestris                                                                         | Bisbita campestre                    | Anexo I              | Sin estado de conservación |                            |
| Aquila chrysaetos                                                                         | Águila real                          | Anexo I              | Sin estado de conservación |                            |
| Caprimulgus europaeus                                                                     | Chotacabras europeo                  | Anexo I              | Sin estado de conservación |                            |
| Ciconia ciconia                                                                           | Gigüeña blanca                       | Anexo I              | Sin estado de conservación |                            |
| Circaetus gallicus                                                                        | Águila culebreada                    | Anexo I              | Sin estado de conservación |                            |
| Circus cyaneus                                                                            | Aguilucho pálido                     | Anexo I              | Sin estado de conservación |                            |
| Circus pygargus                                                                           | Aguilucho cenizo                     | Anexo I              | Vulnerable                 |                            |
| Emberiza hortulana                                                                        | Escribano hortelano                  | Anexo I              | Sin estado de conservación |                            |
| Falco peregrinus                                                                          | Halcón peregrino                     | Anexo I              | Sin estado de conservación |                            |
| Gyps fulvus                                                                               | Buitre leonado                       | Anexo I              | Sin estado de conservación |                            |
| Hieraaetus pennatus                                                                       | Aguililla calzada                    | Anexo I              | Sin estado de conservación |                            |
| Lanius collurio                                                                           | Alcaudón dorsirrojo                  | Anexo I              | Sin estado de conservación |                            |
| Lullula arborea                                                                           | Totovía                              | Anexo I              | Sin estado de conservación |                            |
| Luscinia svecica                                                                          | Pechiazul                            | Anexo I              | Sin estado de conservación |                            |
| Milvus migrans                                                                            | Milano negro                         | Anexo I              | Sin estado de conservación |                            |
| Milvus milvus                                                                             | Milano real                          | Anexo I              | En peligro de extinción    |                            |
| Neophron percnopterus                                                                     | Alimoche común                       | Anexo I              | Vulnerable                 |                            |
| Pernis apivorus                                                                           | Halcón abejero                       | Anexo I              | Sin estado de conservación |                            |
| Pyrrhocorax pyrrhocorax                                                                   | Chova piquirroja                     | Anexo I              | Sin estado de conservación |                            |
| Sylvia undata                                                                             | Curruca rabilarga                    | Anexo I              | Sin estado de conservación |                            |
| Mamíferos                                                                                 |                                      |                      |                            |                            |
| Barbastella barbastellus                                                                  | Murciélago de bosque                 | Anexo II             | Sin estado de conservación |                            |
| Felis silvestris                                                                          | Gato montés                          | Anexo IV             | Sin estado de conservación |                            |
| Galemys pyrenaicus                                                                        | Desmán ibérico                       | Anexos II y Iv       | Vulnerable                 |                            |
| Lutra lutra                                                                               | Nutria europea                       | Anexo II             | Sin estado de conservación |                            |
| Miniopterus schreibersii                                                                  | Murciélago de cueva                  | Anexo II             | Sin estado de conservación |                            |
| Myotis blythii                                                                            | Murciélago ratonero mediano          | Anexo II             | Sin estado de conservación |                            |
| Nyctalus lasiopterus                                                                      | Nóctulo grande                       |                      | Vulnerable                 |                            |
| Nyctalus noctula                                                                          | Nóctulo mediano                      |                      | Vulnerable                 |                            |
| Rhinolophus euryale                                                                       | Murciélago mediterráneo de herradura | Anexo II             | Vulnerable                 |                            |
| Rhinolophus ferrumequinum                                                                 | Murciélago grande de herradura       | Anexo II             | Vulnerable                 |                            |
| Rhinolophus hipposideros                                                                  | Murciélago pequeño de herradura      | Anexo II             | Sin estado de conservación |                            |
| Ursus arctos                                                                              | Oso pardo                            | Anexos II y IV       | En peligro de extinción    |                            |
| Invertebrados                                                                             |                                      |                      |                            |                            |
| Geomalacus maculosus                                                                      | Geomalacus maculosus                 | Anexos II y IV       | Sin estado de conservación |                            |
| Lucanus cervus                                                                            | Ciervo volante                       | Anexo II             | Sin estado de conservación |                            |
| Fuente: Inventario Español del Patrimonio Natural y la Biodiversidad. Especies terrestres |                                      |                      |                            |                            |

## Historia
El pueblo leonés de Genicera no tiene una datación exacta de la época en la que fue asentada su primera población humana. A pesar de esto, posee una amplia lista de esculturas y edificaciones de diversos periodos y épocas. Aparecerá nombrada en la práctica totalidad de documentos como Genizera y se dice que es de realengo.

### Prehistoria y Edad Antigua

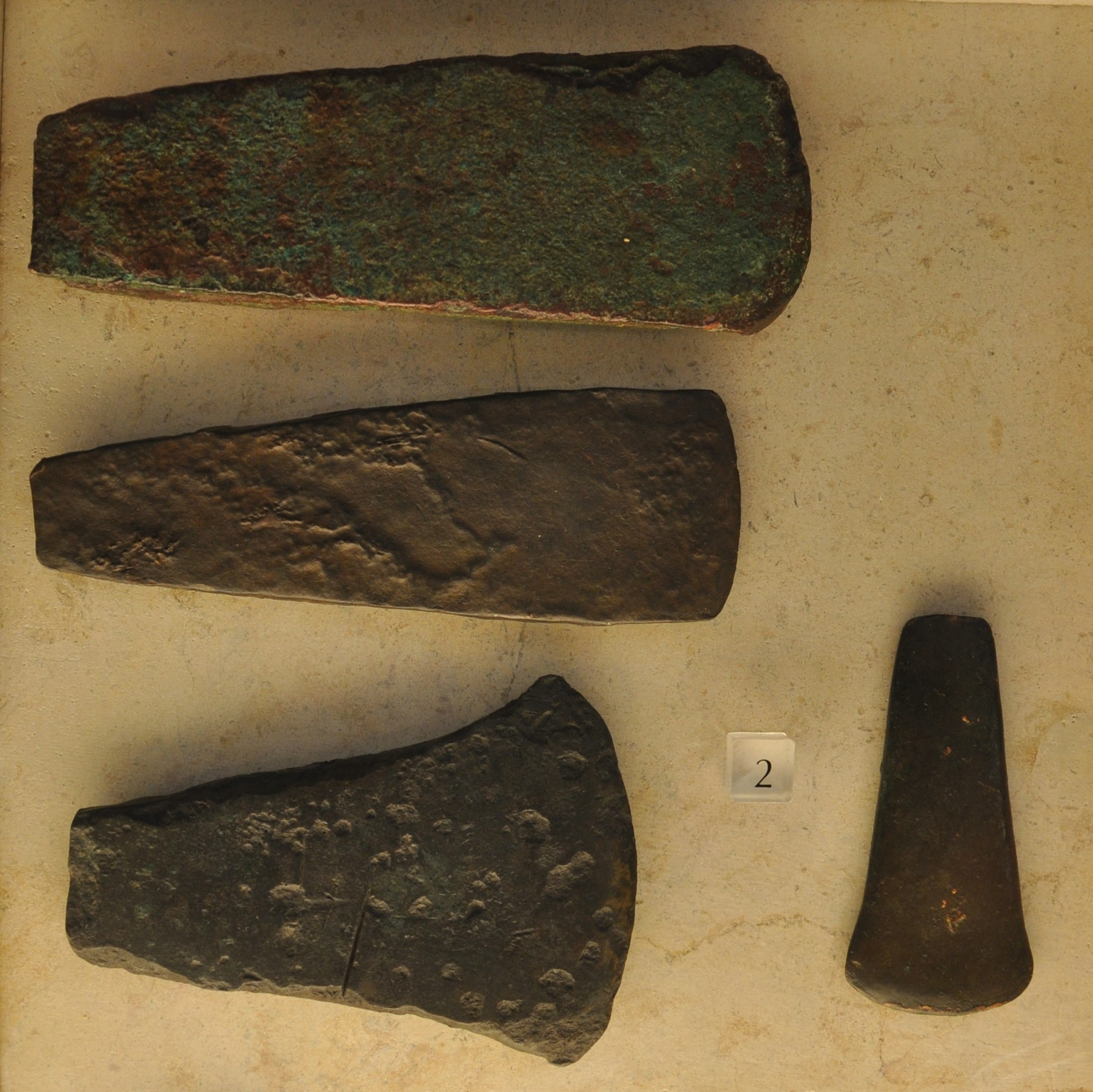
Hacha plana de cobre de Genicera (centro) del 2.300 - 2.000 a. C.

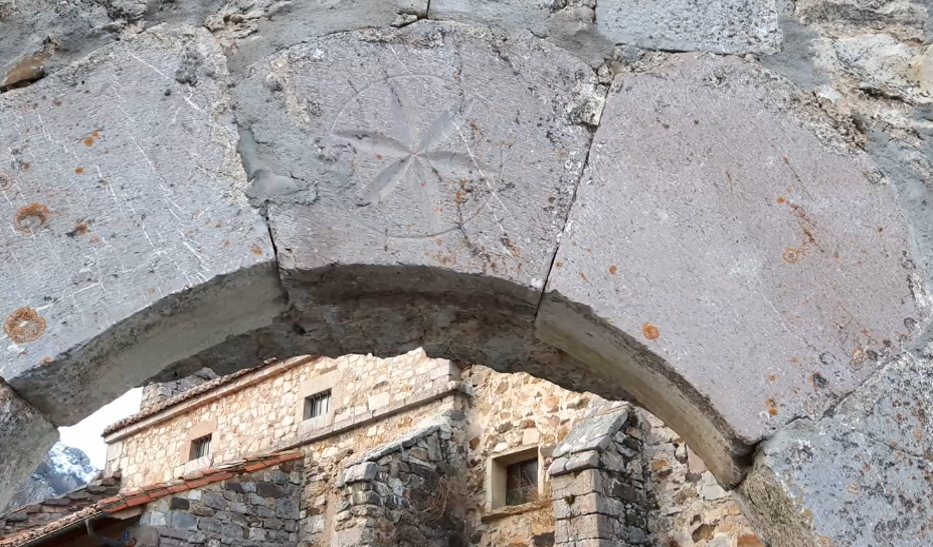
Flor galana o rosa celta, imagen muy expandida por las zonas de León y Asturias, grabado heredado principalmente del pueblo astur

Los inicios de la prehistoria en esta localidad parecen remontarse al Neolítico, ya bien entrados en las Edades de los metales. Dos de los momentos clave se darían durante el periodo Calcolítico y durante la Bronce final en los que, motivados por la revolución de los metales, se podría haber establecido algún tipo de poblamiento temporal, fruto de las extracciones de cobre de la Mina de la Profunda en torno al 2.200-1.800 a. C.
Posteriormente, podría establecerse un poblado fijo fruto de los asentamientos del clan cántabro de los orgenomescos, seguramente los procedentes de Orzonaga y terminaría siendo poblada por los Viancios, de la tribu vadiniense, asentados ya en épocas finales de la prehistoria incluyendo los primeros años en los que este territorio pasó a formar parte del Imperio Romano, como demuestra la estela funeraria de Cármenes según dictaban las tradiciones romanas. Se relaciona con este momento o el anterior un pequeño castro justo encima del pueblo, en El Reboḷḷal, y que ha sido definido como «un recinto casi ovalado, que parece construido a partir de un aterrazamiento artificial, destacando un talud mayor hacia el lado [Oeste]».
Este pueblo mantiene todavía conocimiento de su antiguo enclave astur-cántabro, el denominado Castro, el cual forma parte de los topónimos del paisaje. Este se encuentra medio camino entre la actual posición de la localidad y la Collada de Uvierzo o del Coto.
Hasta hace relativamente poco, se mantenían en pie tres puentes (no de gran tamaño) de origen romano. Estos ayudaban con el paso de ganado a través de los arroyos que atravesaban el pueblo. El más conocido es el Puente del Margal del que sus restos, permanecen hoy en día bajo el asfaltado de la carretera; los otros puentes fueron derruidos.

### Edad Media

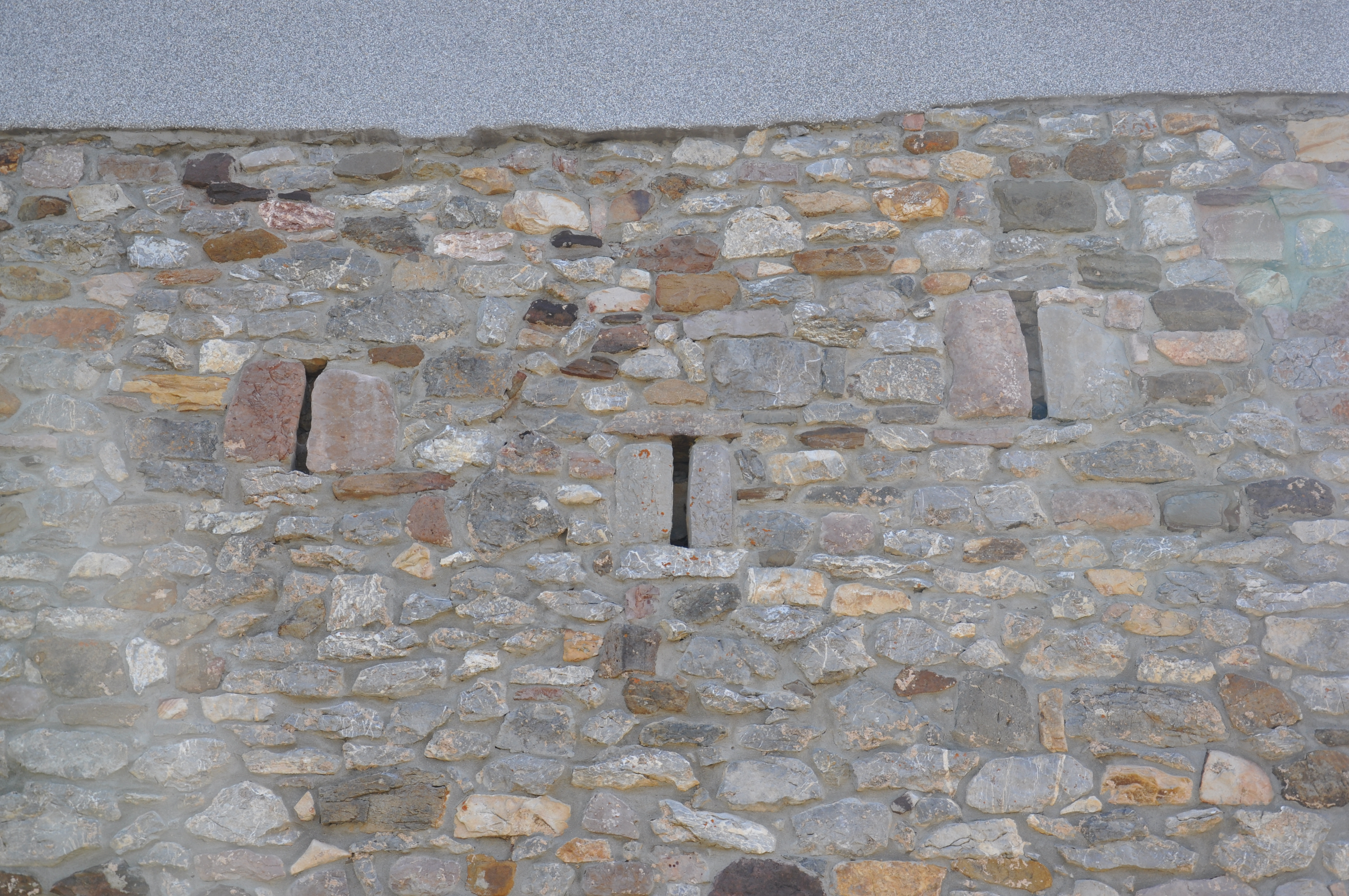
Saeteras del torreón más septentrional de Genicera, conservadas tras el arreglo de una de las casas. El torreón no se conserva

La península ibérica a finales del siglo X

En torno a los siglos IX, X, XI y XII encontramos ya breves referencias al primitivo Concejo del Arbolio, entidad a la que perteneció este pueblo de Genicera. Situando la localidad en torno al castro del que hoy se levanta la actual iglesia, vemos que se elevarían tres torres defensivas protegiendo tanto al pueblo como el paso hacia la Collada de Uvierzo, conocida en antaño por algunos como la Collada del Coto, que sería el lugar de reunión para los jueces de los Argüellos en este gran concejo. Se trataban de tres torreones con muro de mampostería y mortero.
Con la entrada de los musulmanes en la península ibérica, Genicera -fundamentalmente Los Argüellos- fue una zona de refugio para aquellos visigodos que pudieron huir, reaprovechando los viejos castros astures que se encontraban, construyéndose seguramente ahora los tres torreones que defenderían las inmediaciones de este pueblo. El más meridional de ellos sería por el que se pagaba el impuesto feudal para llegar al antiguo pueblo de Uvierzo. Serían fundamentales todas estas fortificaciones y las del resto de la comarca por las incursiones realizadas por los cordobeses durante estos siglos IX y X. Será de importante relevancia la presencia de estas fortificaciones que pudieron evitar el paso de Almanzor a la Asturia Transmontana en el año 987 tras una sangrienta batalla en Los Argüellos. Tras el paso de los años bajo el gobierno de los monarcas leoneses, muchos de los argollanos participaron voluntariamente en las batallas aportando caballos para la guerra así como en la repoblación de la cuenca del Duero. Todo ello explica que estas tierras sean de realengo, como figurará en numerosos documentos posteriores, sin formar parte de ningún señorío. Además, uno de los privilegios de los que gozarían estos vecinos sería de pertenecer al estado noble de hidalguía. Al ser los vecinos de Genicera fijosdalgos, estarían exentos de pagar los pechos y los derechos, impuestos de los miembros del estado llano, gozaban de un fuero propio siendo en el caso de los Argüellos, la jurisdicción de nombrar jueces propios, libertad de elección en numerosos temas de administración y la exención del servicio militar (se desconoce la fecha de este fuero, pero se sabe que en el siglo XII ya existía).
Su iglesia está construida con un estilo tardorrománico en algunos apartados, aunque principalmente es de momentos avanzados del gótico, de una sola nave con tres espacios diferenciados: la primera sección de mayor tamaño es desde donde se escucha la misa, con techumbre adintelada y dos vanos rectangulares en altura a modo de claristorio para permitir la entrada de luz, principalmente del sur.
La iglesia se encuentra bien amurallada ya que existen ciertas hipótesis que remiten al carácter estratégico de esta localidad en la que se pudieron establecer caballeros de órdenes cristianas.

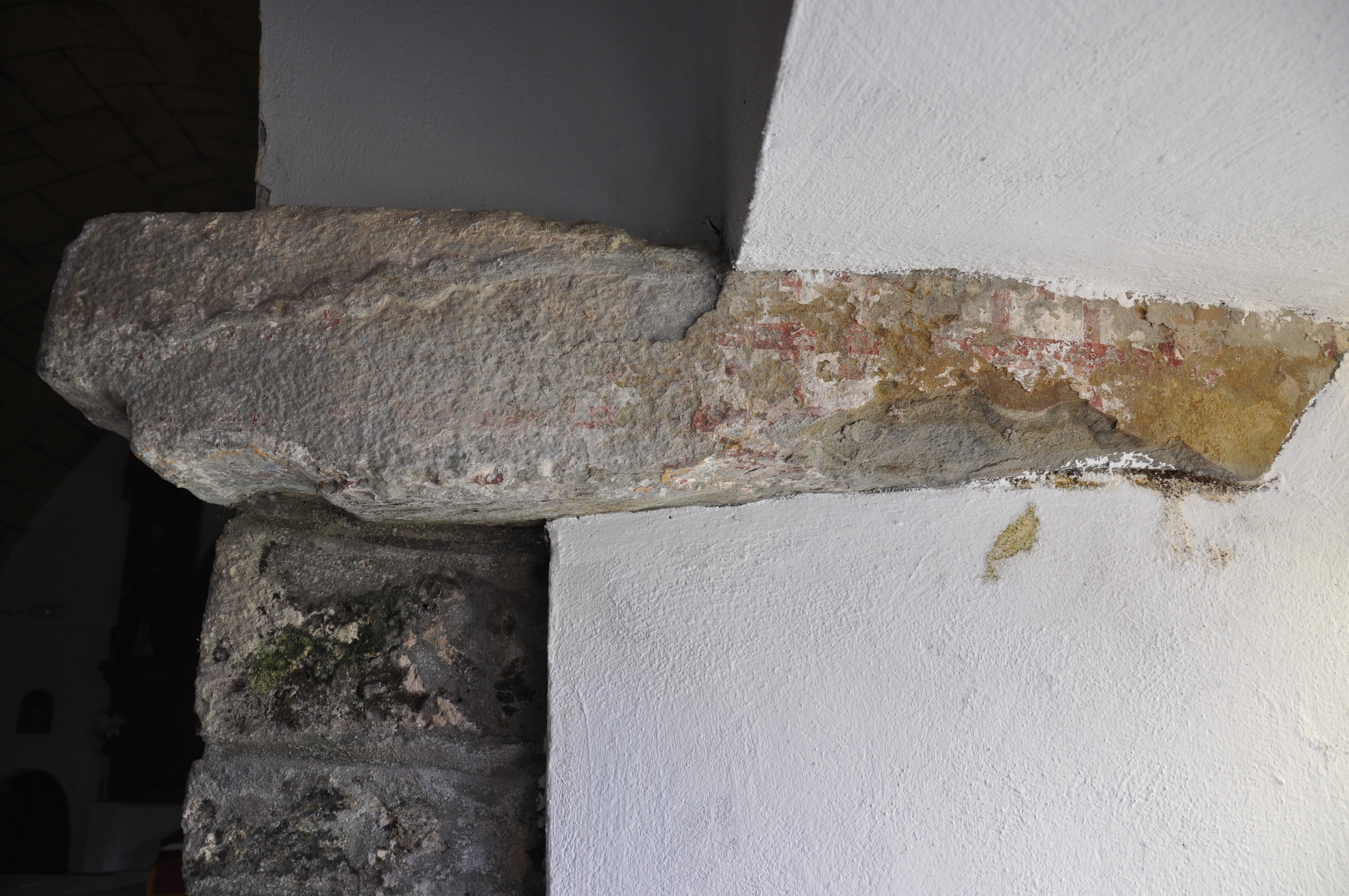
Restos de pintura mural y relieves con detalle de un rayo de sol (derecho)
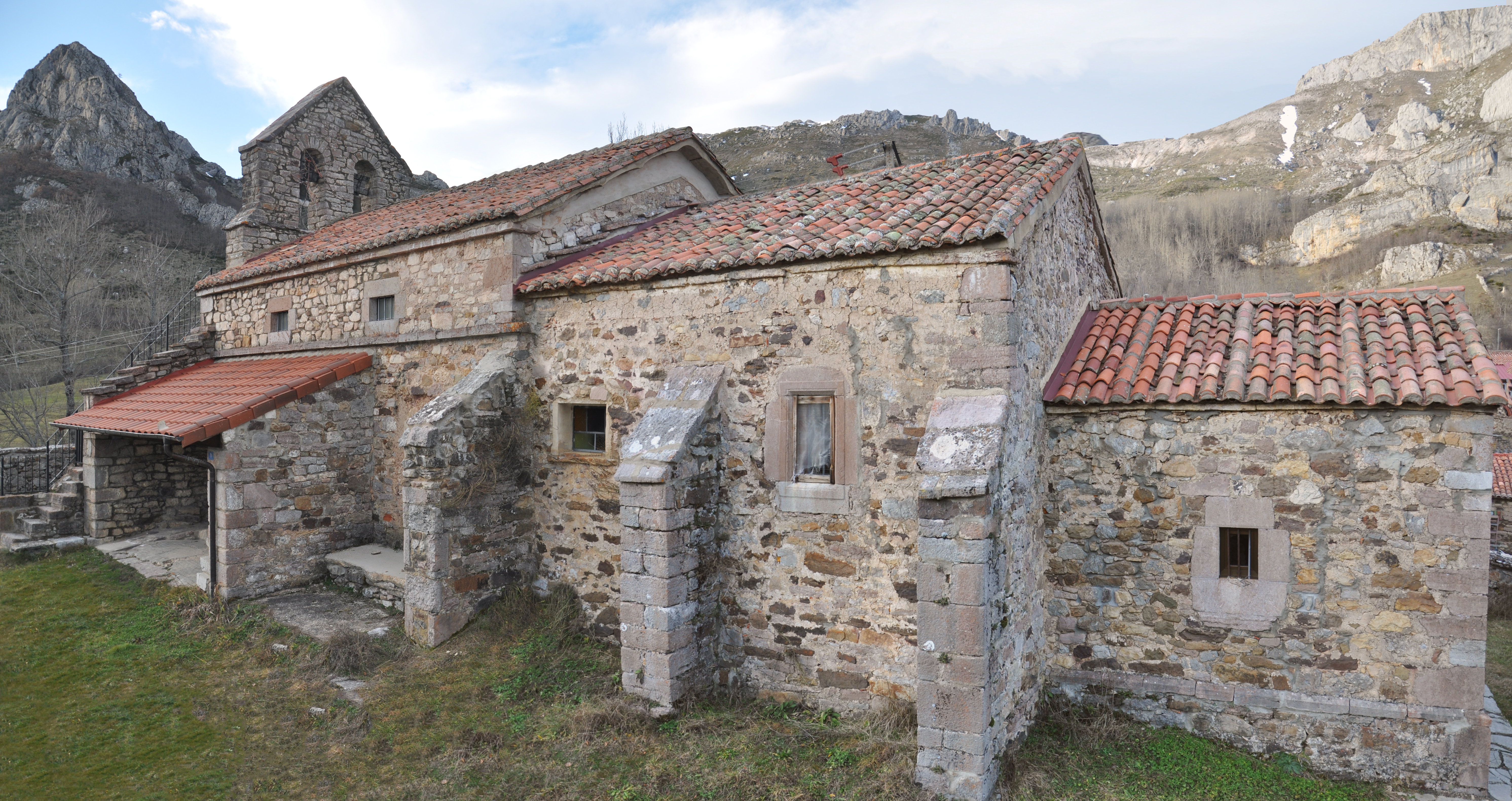
Iglesia de Genicera vista desde su cara sudoriental
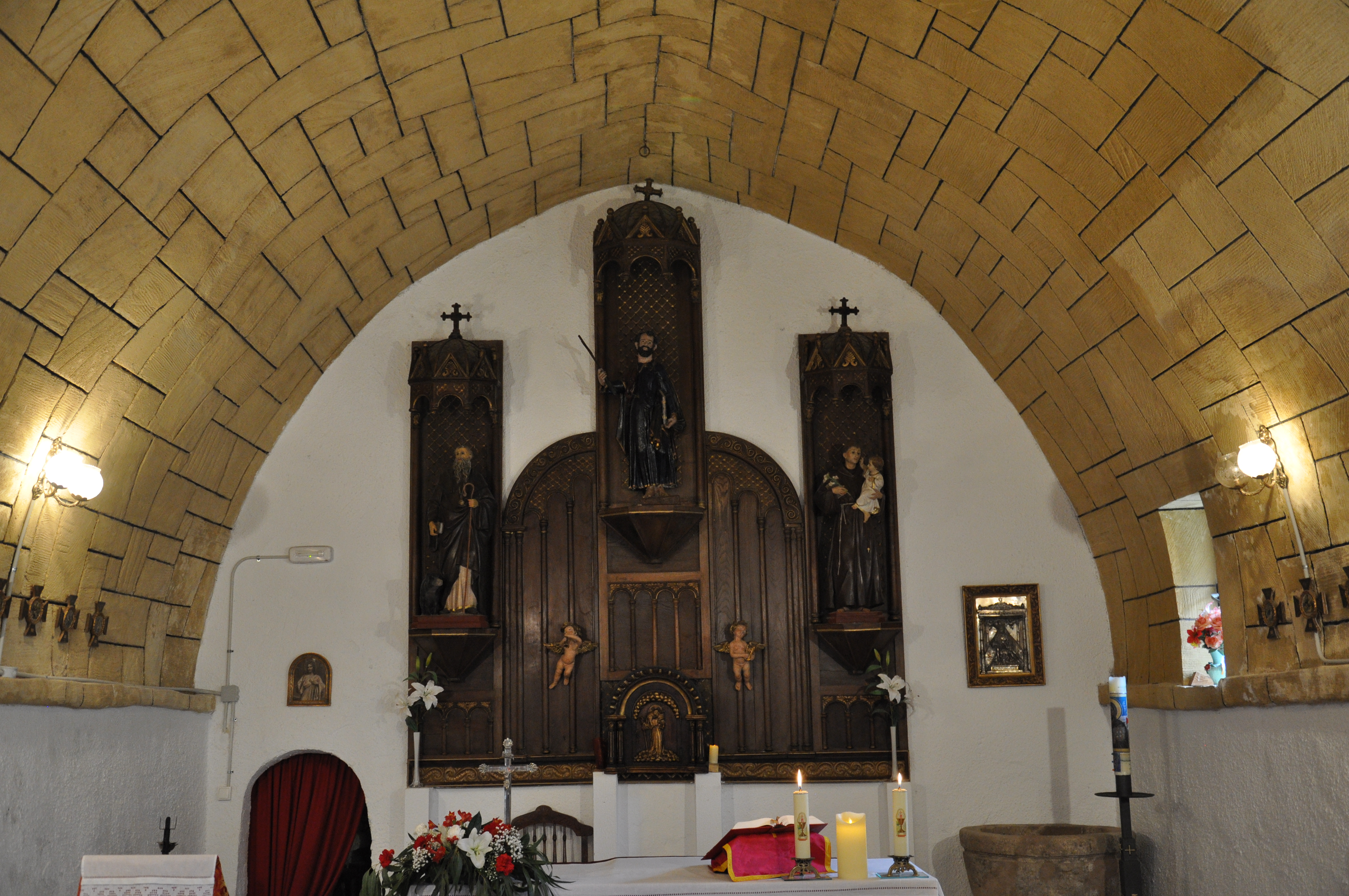
Retablo de la iglesia de Genicera

Del medievo se cree que fue construido el monasterio en el que en su biblioteca se custodiaban libros escritos en latín, un vía crucis y un cristo románico de plata, los cuales duraron hasta la guerra civil, donde fueron quemados y el cristo saqueado por miembros del bando republicano. El único elemento original conservado es un escudo heráldico en el zaguán del que se representan varias casas y apellidos: está dividido en seis cuarteles siendo, en este orden los de Tapia, Diez-Vecilla, Conches, Ferreras, Ordás y Argüello. Se trata de una orden de caballería, seguramente la de los Caballeros del Santo Sepulcro de Jerusalén. Inicialmente este estaba en la fachada de la residencia pero fue cambiado a su interior durante el periodo de la guerra civil. Esta casa sigue siendo denominada como casa solariega pues aquí vivirían personajes importantes en la historia de este pueblo. Hoy la casa pertenece a una familia de esta localidad y tras el último arreglo en el interior de la esta, perdió su estructura original. A pesar de ello, muchos de los muros que componían el claustro fueron derruidos con el paso de los años al no recibir ningún tipo de mantenimiento.

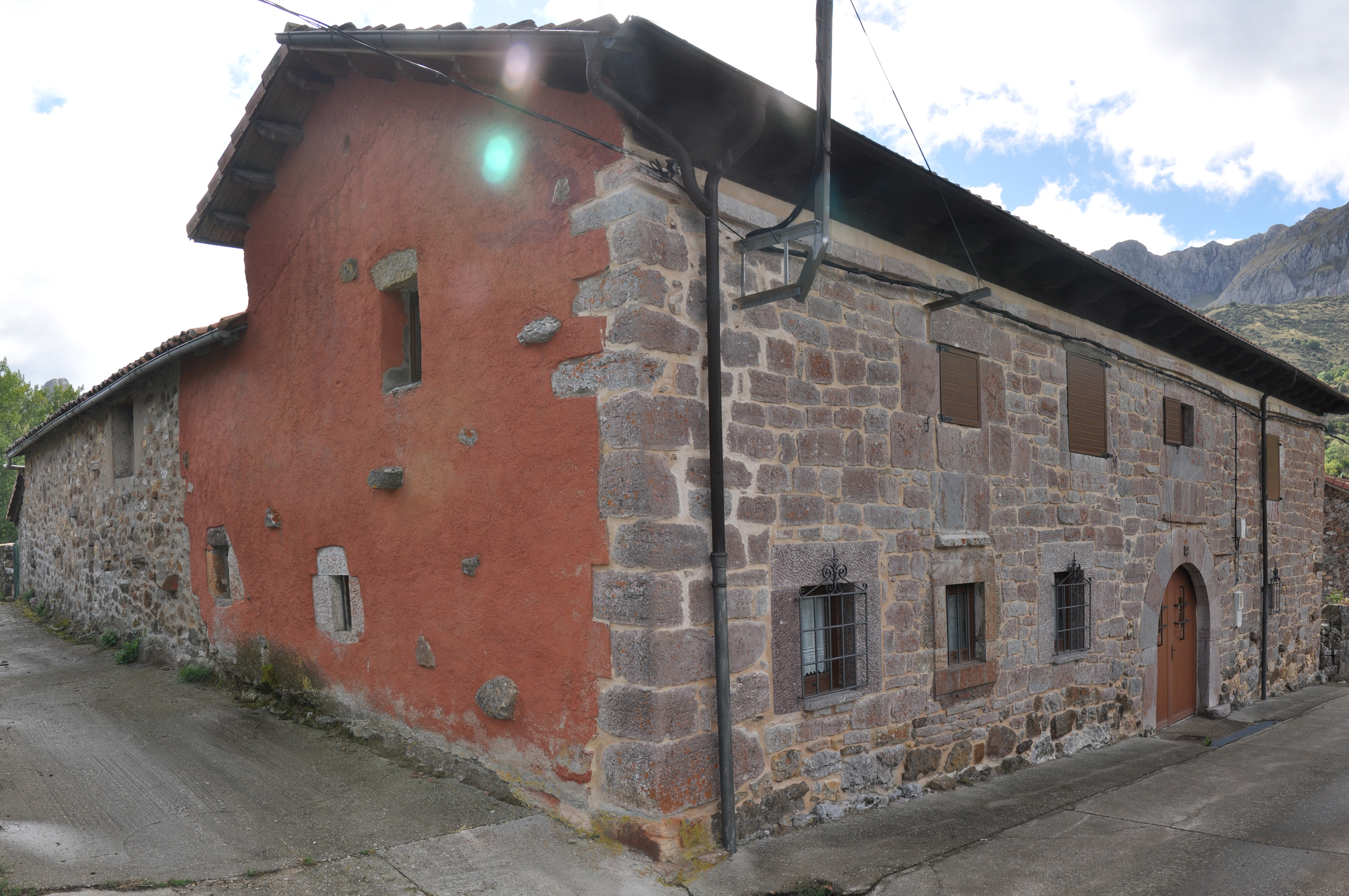
Casa solariega de Genicera
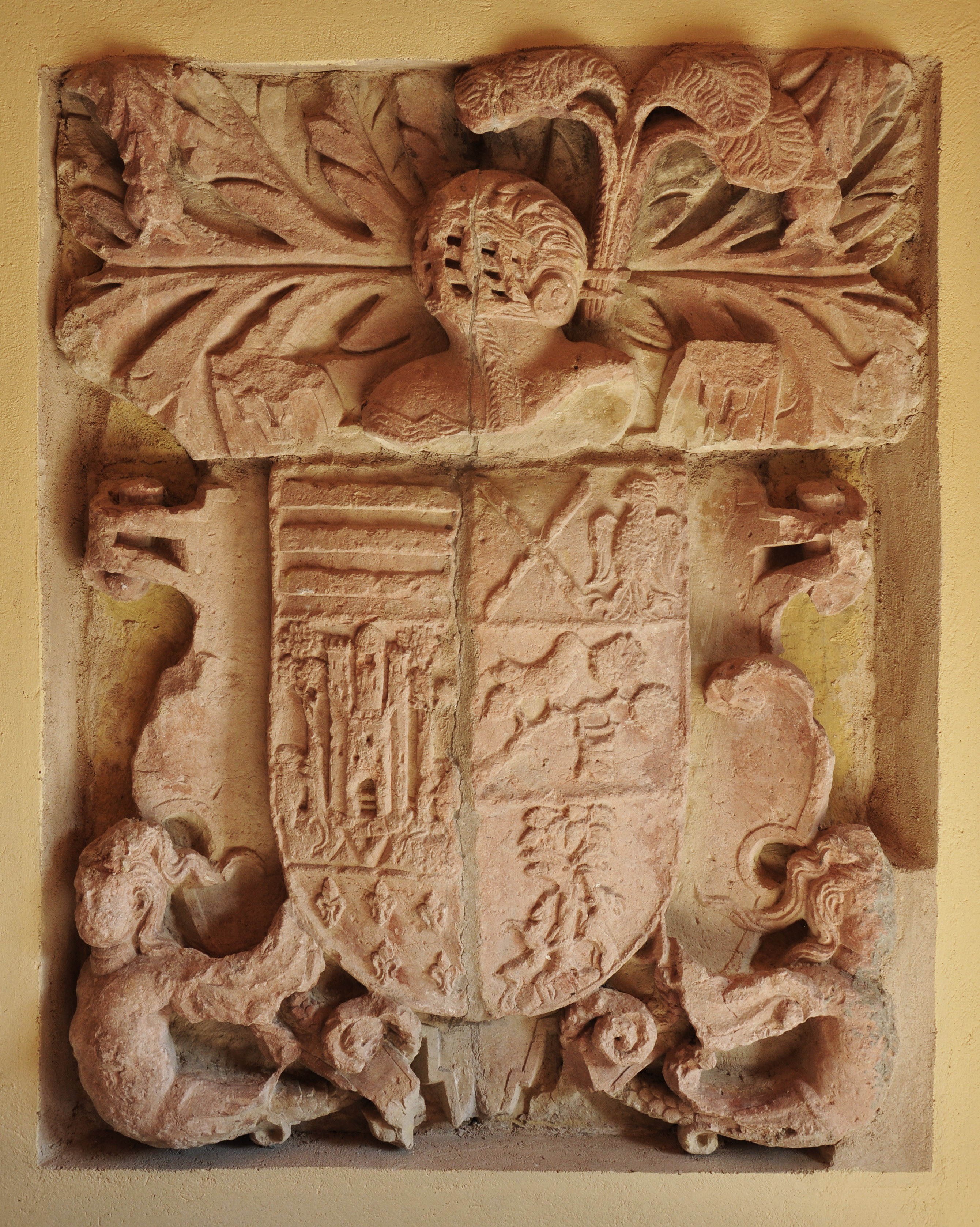
Escudo heráldico nobiliario de Genicera
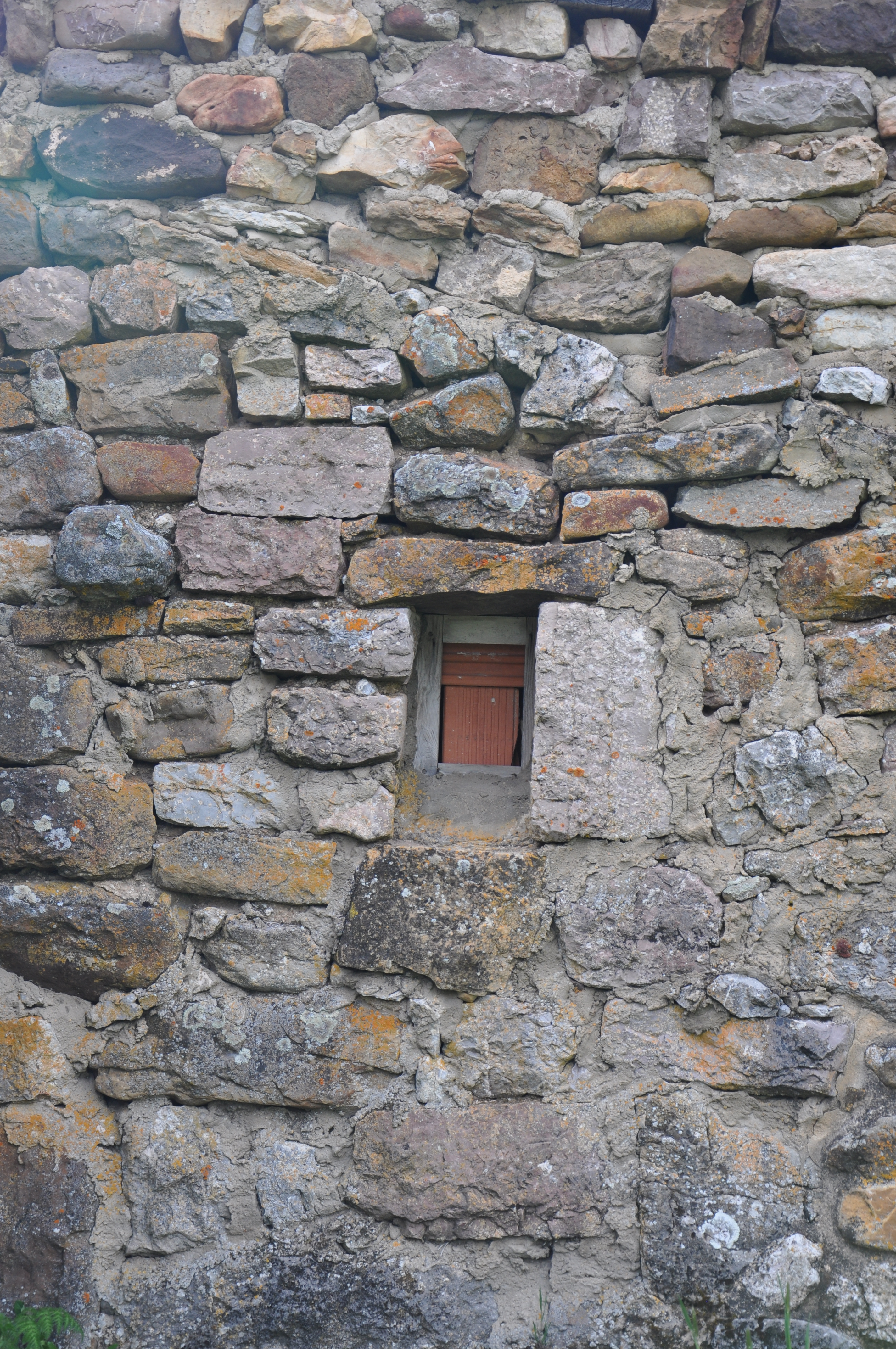
Saetera del torreón de la casa solariega de Genicera, alterada durante los últimos arreglos
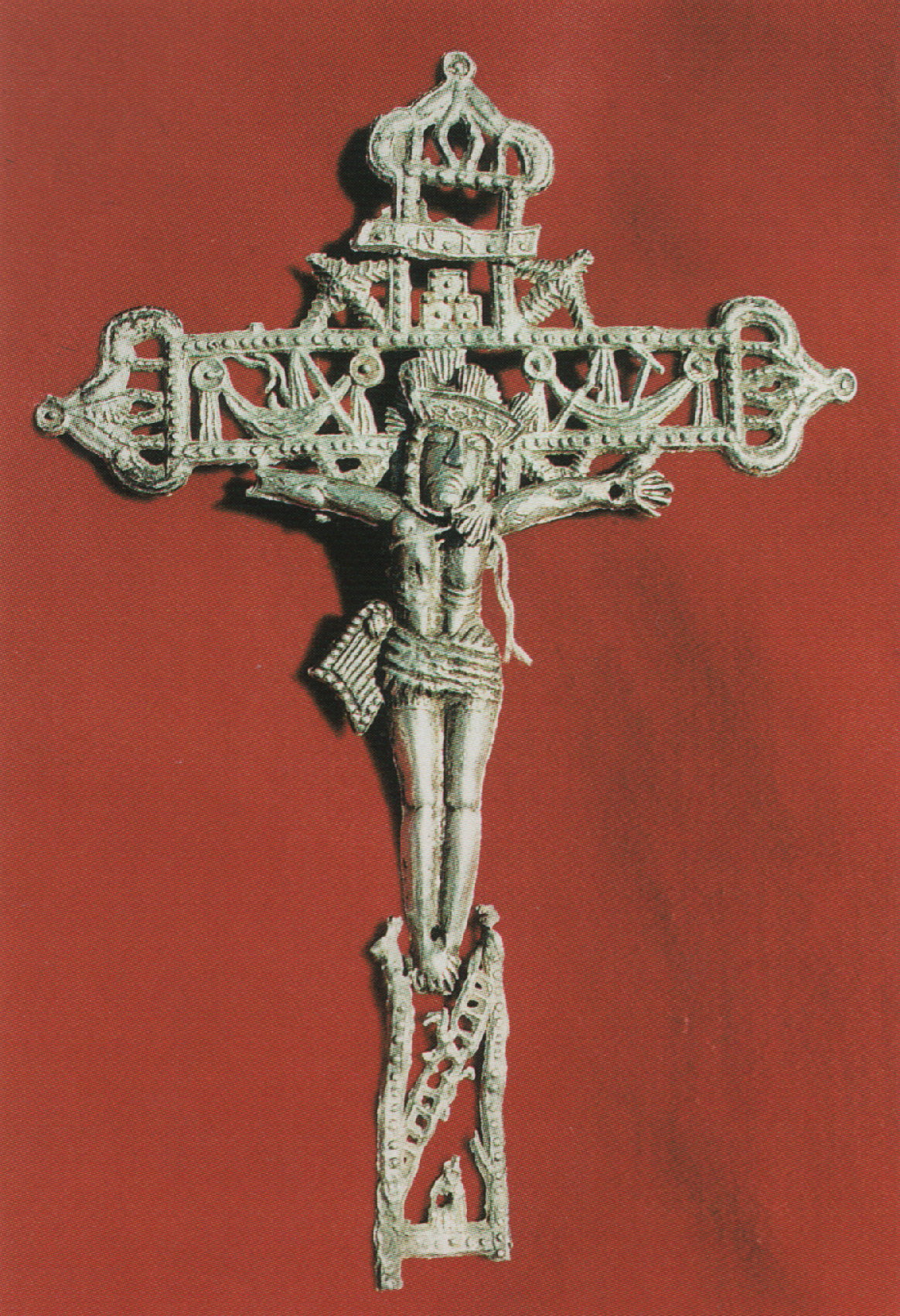
Cristo románico procedente de Genicera, hoy fuera de esta localidad

En el patio de este, se encontraba uno de los tres torreones defensivos custodiando al pueblo, tirados también en la guerra civil, similares al torreón que se encuentra en el pueblo de La Vecilla.
Con la creación del Real Concejo del Arbolio y la concesión de los Fueros,  esta zona de los Argüellos iría tomando un papel más importante en torno a las comarcas próximas.

### Edad Moderna

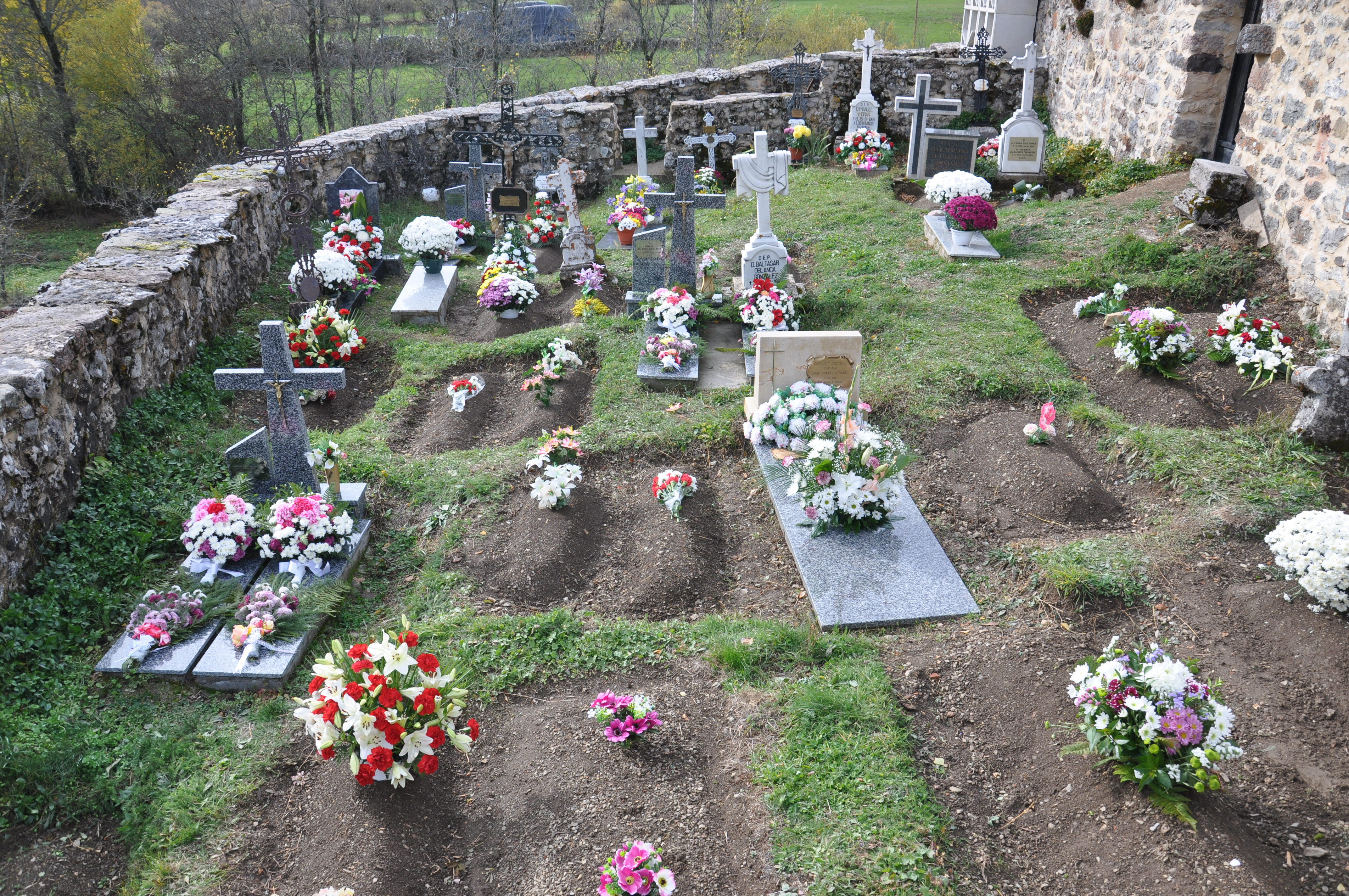
Cementerio de Genicera

En la asistencia al concejo, los vecinos de Genicera debían beber por el recipiente de plata, porque todos ellos eran Hijosdalgos notorios, con nobleza reconocida aún en el Catastro de Ensenada, donde se dice que es "pueblo de realengo, gobernado por la Junta Vecinal Ordinaria y sus vecinos pertenecen al estado noble de hidalguía, y son labradores de pancojer". Estaban por tanto exentos del servicio militar por su estado de nobleza.
Durante la segunda mitad del siglo XVI Genicera contaría con una población de 62 vecinos (cabezas de familia) y en 1597 disminuyó drásticamente hasta los 34 vecinos, un suceso generalizado en toda la comarca de Los Argüellos. En los siglos XVII con el auge de los concejos se hicieron el cántaro de madera y el vaso de plata de los jueces de Los Argüellos, hoy elementos de orgullo del pueblo presentes en su escudo. A pesar de esto, existe una incógnita la cual apunta a que el cántaro perteneció a culturas prerromanas, duplicando entonces su edad, aunque se suele descartar esta opción debido al gran buen estado en el que se encuera sin haberse restaurado ni conservado en unas óptimas condiciones, pese a que algunas instituciones lo afirmen, sin haberse hecho la prueba del carbono 14. Estos se definen de la siguiente manera:

Es de nogal con un pico y dos asas, lleva dos azumbres, dieciséis cuartillos,  dos rebajes en el brocal y su superficie exterior biselada. La copa tiene la inscripción de «soy de Genizera».

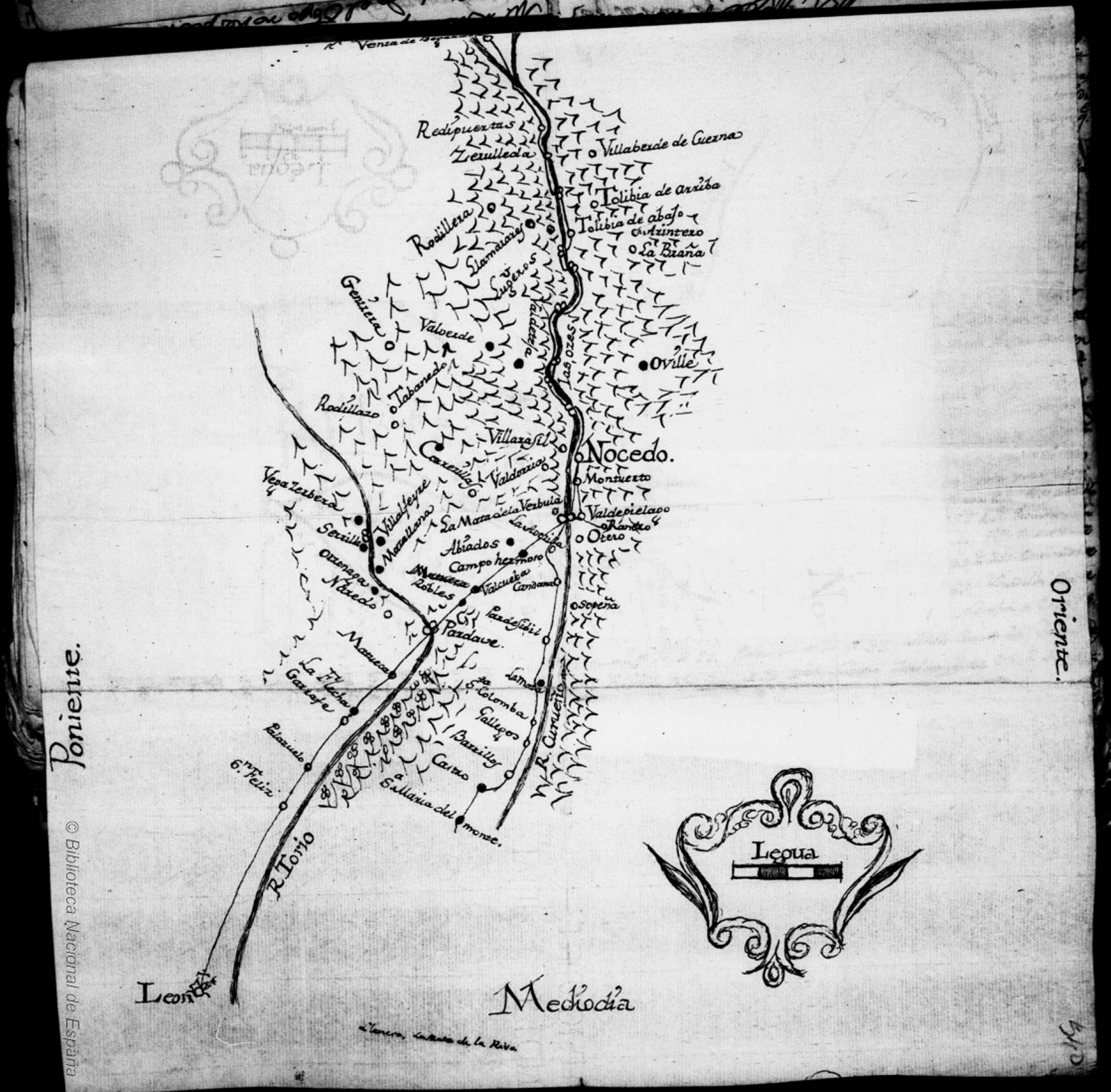
Mapa en el que se ve la situación de la localidad de Genicera en el diccionario de Tomás López (siglo XVIII)

Pendoneta funeraria de Genicera

En 1985 se descubrió en el cementerio un sepulcro de sillares ciclópeos perfectamente encuadrados, a hueso, sin ningún cuerpo ni inscripción alguna. Estaba compuesto de 6 lábanas de caliza de distintos tonos y se dató por los vecinos de esta época. Al desmontarse dicho sepulcro se dejaron las piedras al descubierto y fueron robadas en los días posteriores. Cerca de este hallazgo, apareció una cruz de bronce con retoques en los extremos con una inscripción en francés que fue tomada por el cura de aquel tiempo.
El retablo sobre el que se encuentra la figura de Santo Tomás, de madera de castaño, mantiene los estándares de un retablo común, aunque de una manera mucho más austera en cuanto a su composición. Está el aparejo dorado en ciertas partes, dividido en tres calles donde se encuentran a la izquierda Antonio Abad y a la derecha San Antonio de Padua. En la calle central se encuentra Santo Tomás, estando este elevado sobre un cuerpo intermedio y bajo su peana un conjunto de arco ciegos tetrageminados. Bajo las peanas de las calles laterales, hay otro conjunto de arcos también ciegos trigeminados formando el banco. Las entrecalles están formadas por arcos ciegos trigeminados en tres alturas diferentes para adaptarse al marco. Este marco es un arco partido por la mitad, estando colocada en medio la calle central y apoyada la imposta del arco sobre columnas de doble fuste. Los doseletes son bóvedas de horno rematadas en una cruz, envuelta cada una en cinco gabletes. Se encuentra a la altura del banco el sagrario con la representación de Cristo en forma de moscóforo y bajo todo esto, el sotabanco, conformado por una serie de bajorrelieves en forma de eses. Todas las columnas están adosadas al fondo y este a veces presenta relieves en forma de celosías. Este retablo es original de Deva, ya que el original fue expoliado y gracias a un familiar de quien será el Padre Eleuterio logró trasladar este desde la localidad asturiana. Posteriormente, a mediados del siglo XX, fue sustraído por otro párroco junto con los cuadros y el coro con su púlpito, pero los vecinos lograron recuperar el retablo ya que el coro se utilizó para hacer un escritorio para el autor de los hechos.

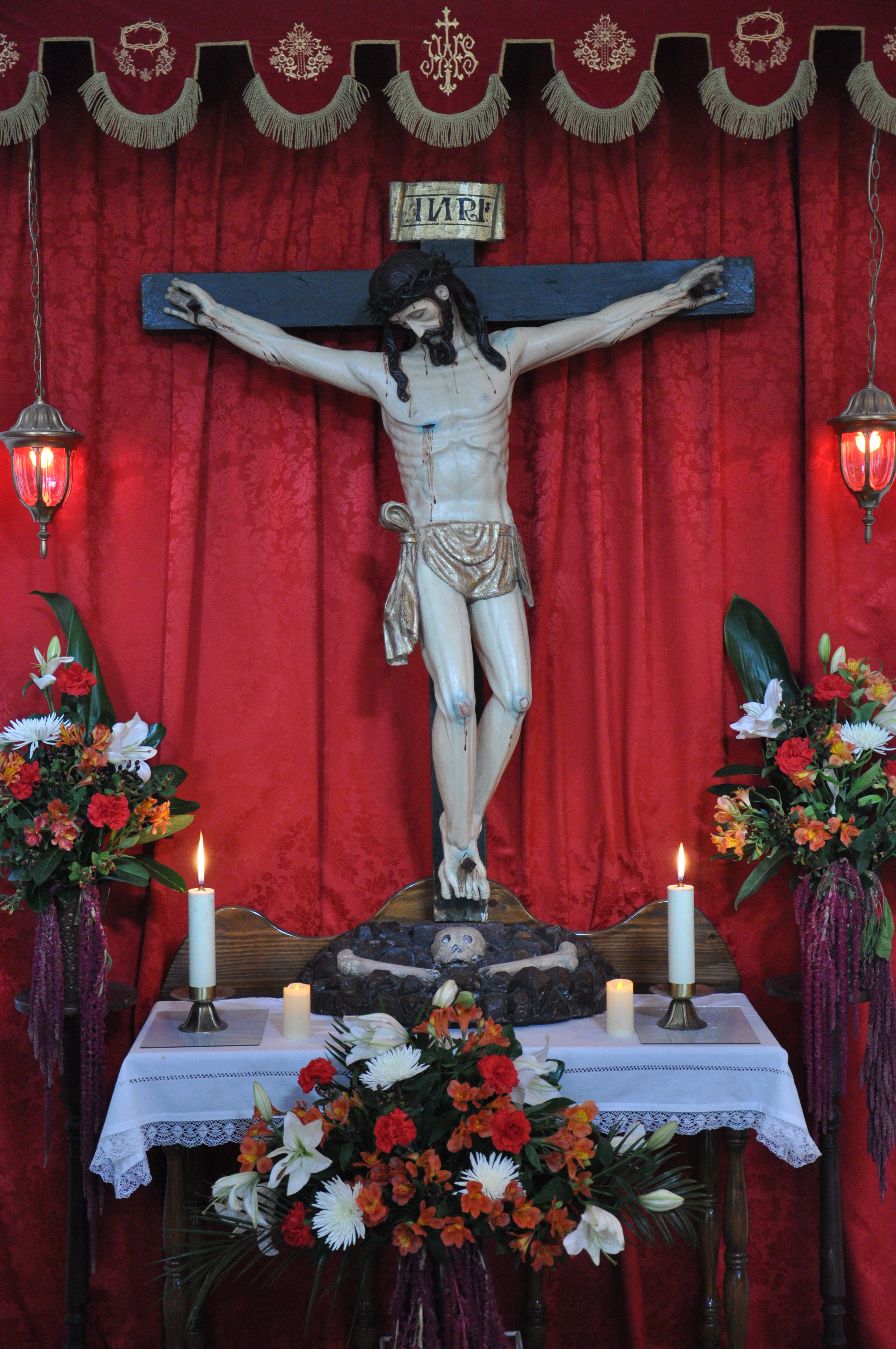
Imagen del Santísimo Cristo de la Paz
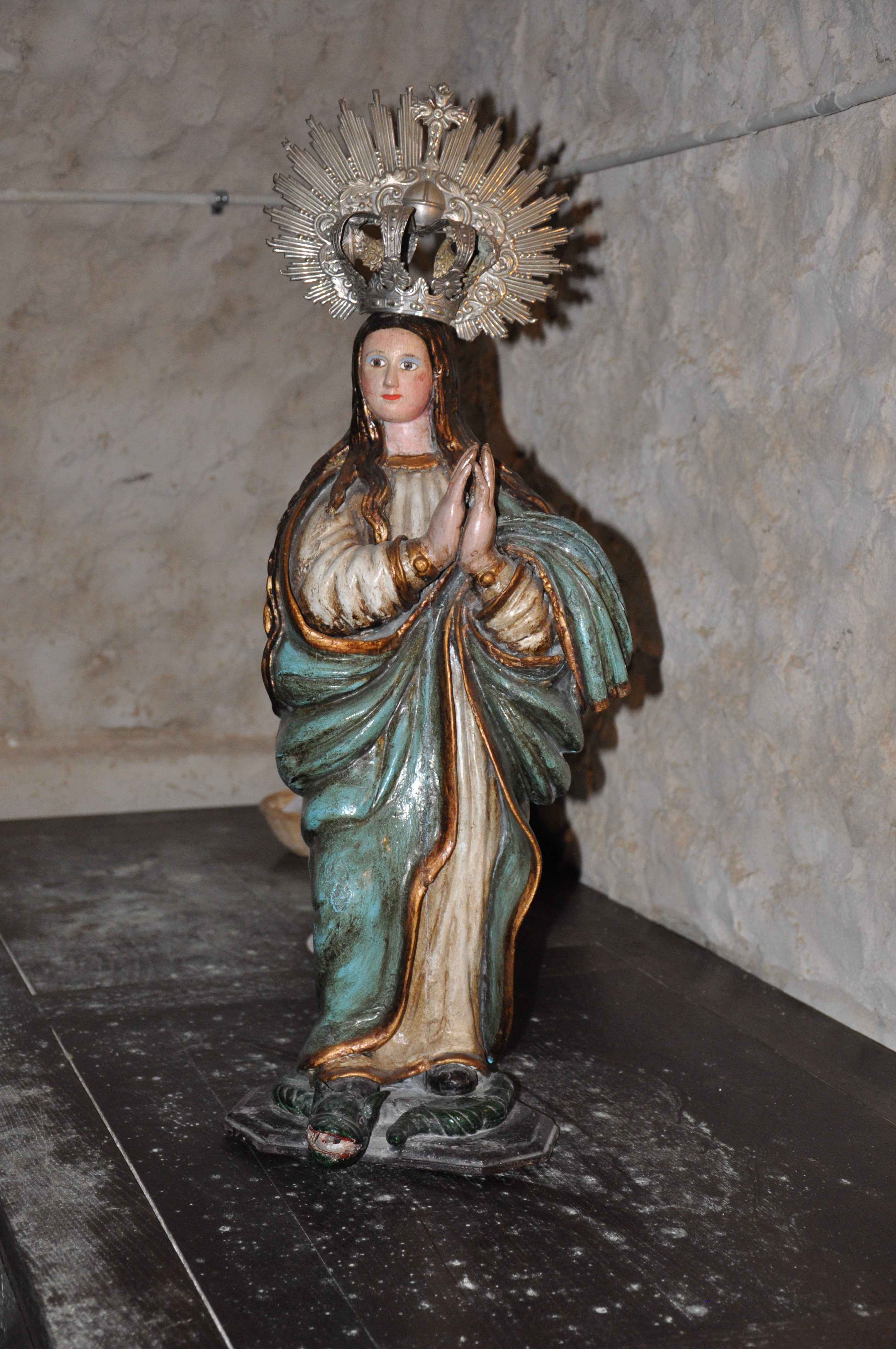
Imagen de la Inmaculada Concepción
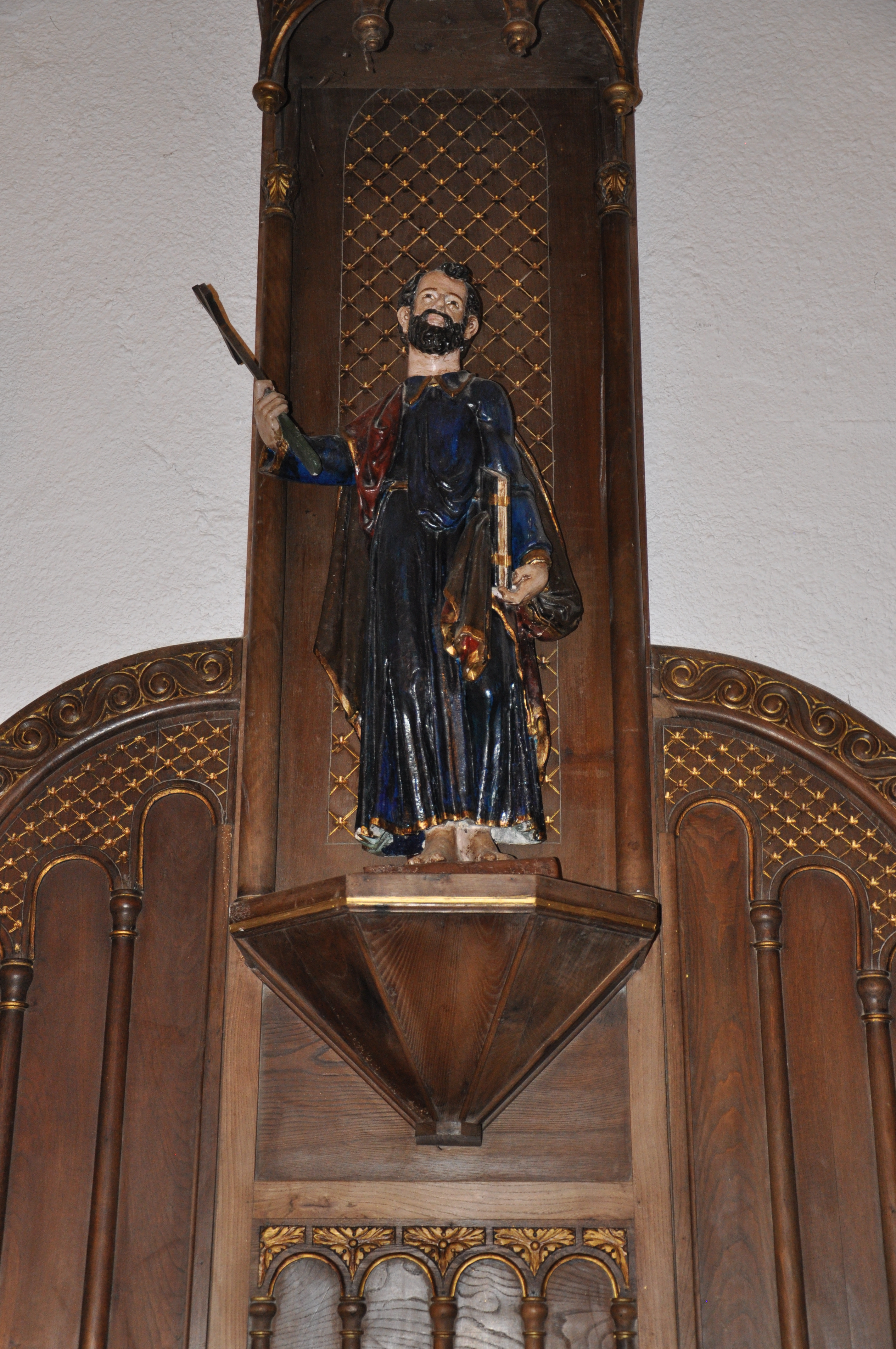
Imagen de Tomás Apóstoll
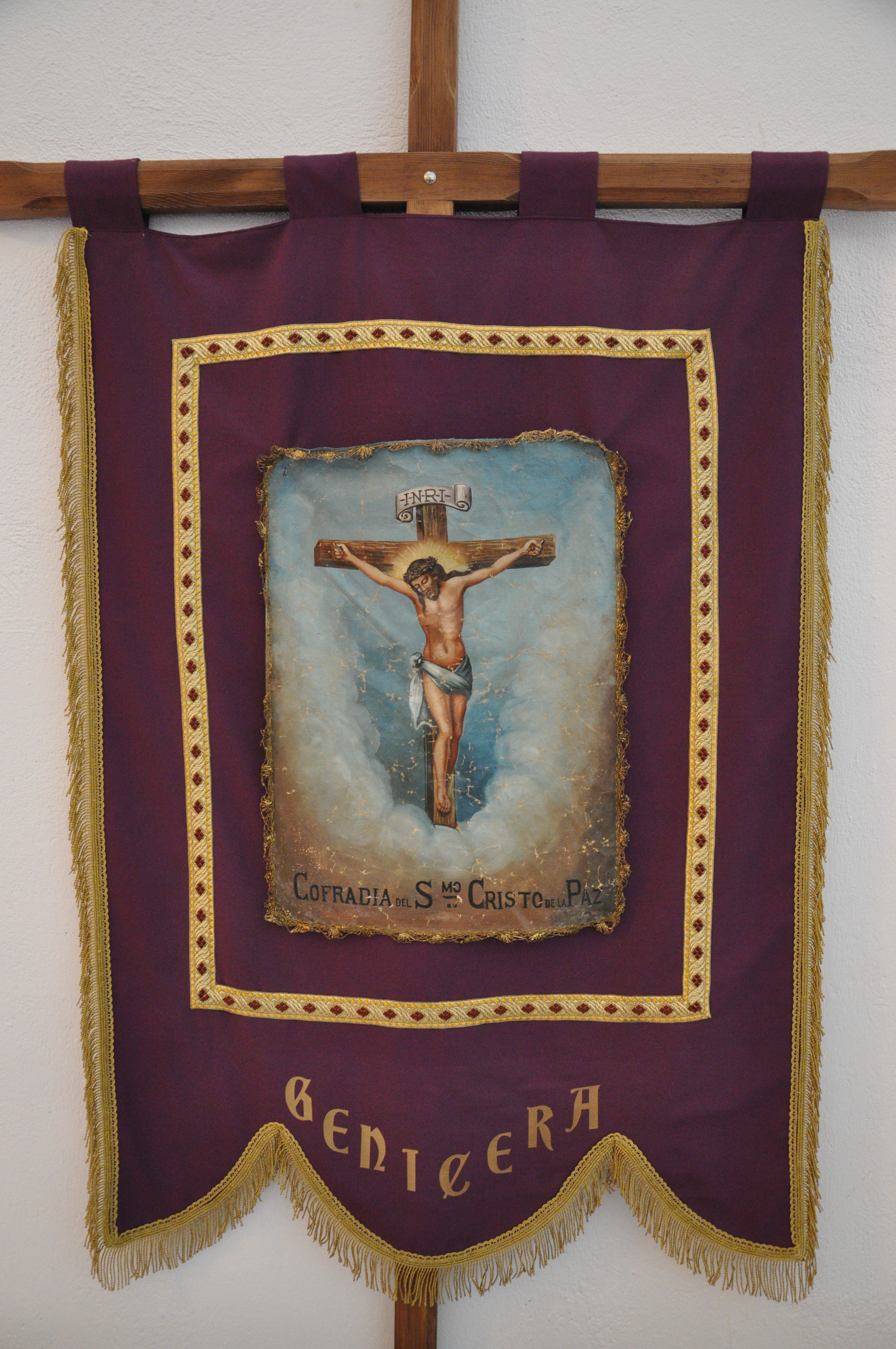
Lienzo de la cofradía del Santísimo Cristo de la Paz de Genicera

En el siglo XVIII aparece redactada esta localidad en el Catastro del Marqués de la Ensenada, donde se citan elementos como la unidad de medida de las tierras, los tipos de frutos y su valor, los molinos con los que cuenta, y demás, los cuales se citan de dicha manera:

9ª. A la nona declararon que en dicho lugar no han usado de medida de tierra ni prado por estadal ni varas castellanas porque solo se entienden a sembrar con el puño y que una hemina según el estilo del país de siem-/-bra con otra del grano de su especie en los de buena y mediana, como en la ínfima, por lo que no pueden asegurar las varas castellana que cada una compone en cuadras.

...

11ª. A la undécima dijeron que, en el término de dicho lugar, sólo se coxe centeno y hierba sin que de ello se venda cosa alguna por la cantidad de la cosecha.

...

14ª. A la decimocuarta declararon que los precios regulares de granos en un quinquenio son la hemina de centeno cuatro reales y el forcado de hierba otros cuatro.

...

17ª. A la décimo séptima respondieron que en el término de dicho lugar hay dos molinos harineros de una rueda, que solo muelen dos meses del año en tiempo de invierno y avenidas y otro arruinado que no produce utilidad. El primero se llama el de El Rivero [...] el que regulan les produce anualmente catorce reales de tres heminas y media de centeno. El segundo que esta al sitio que llaman El Molino de Antón, [...] el que regulan el producto, otros catorce reales y por esto tocan-/-te a el arruinado que llaman El Molinón, no le consideran de utilidad por lo mismo, [...].

...

20ª. A la vigésima pregunta, respondieron que en dicho lugar se hallan en especies de ganado como son vacuno caballar, lanar, cabrío y cerdos, sin haber vecino alguno que tenga cabaña ni yeguada.

...

22ª. A la vigésimo segunda dijeron que en dicho lugar hay treinta y cuatro casas habitadas de vecinos y forasteros seglares por no la haber perteneciente a eclesiásticos y dos suelos de casas arruinadas de ninguna utilidad, sin que por uno ni otro se pague por su establecimiento derecho alguno.

...

27ª. A la vigésimo séptima declararon que en dicho lugar no se paga el Servicio Real por ser todos los vecinos del estado de hijosdalgo.

...

29ª. A la vigésima nona respondieron que de cuanto contienen no se hallan más de con una taberna que no les rinde utilidad, aunque bien satisfacen al vendedor anualmente cuatro reales [...].

...

32ª. A la trigésimo tercera, digo segunda respondieron que de los oficios que menciona solo hay veinte y cuatro arrieros que ejercen este oficio, cuatro meses del año [...].

...

36ª. A la trigésimo sexta dijeron no haber pobre de solemnidad alguno.

...
Catastro de Ensenada: Reino de León, copia de las respuestas generales del lugar de Genizera. Año 1753. (Aplicadas las respectivas correcciones gramaticales)

Cuatro décadas después, se redactará el Diccionario geográfico universal de la mano de Antonio Vegas, en el cual viene redactado el pueblo de Genicera de la siguiente manera:

Genizera: Lugar de España en la Provincia y Jurisdicción de León, en el Concejo de la Mediana: es pueblo de Realengo, con Alcaldes ordinarios por sus vecinos.
Diccionario geografico universal

Tenía este pueblo ya bien entrados en el siglo XIX una buena organización, con un vecindario muy aunado, aunque se dice que solían ser herméticos y poco abiertos hacia afuera, de ahí la conseja popular que los satirizaba: "Genicera, Genicera, siete años estuve en ella, no te pude conocer, y sin conocer me quedas", les llevó en demostración de su cohesión social a crear una Obra Pía, para sostenimiento y educación de huérfanos.
Esta contaba con diez fincas, y disponía de censo sobre otras doce, dando a las huérfanas al casarse una dotación especial.
Varias fincas se vendieron para adquirir una casa en Madrid, en la calle Jacometrezo, que luego fue derribada sin pago de indemnización alguna a Genicera.

### Edad Contemporánea

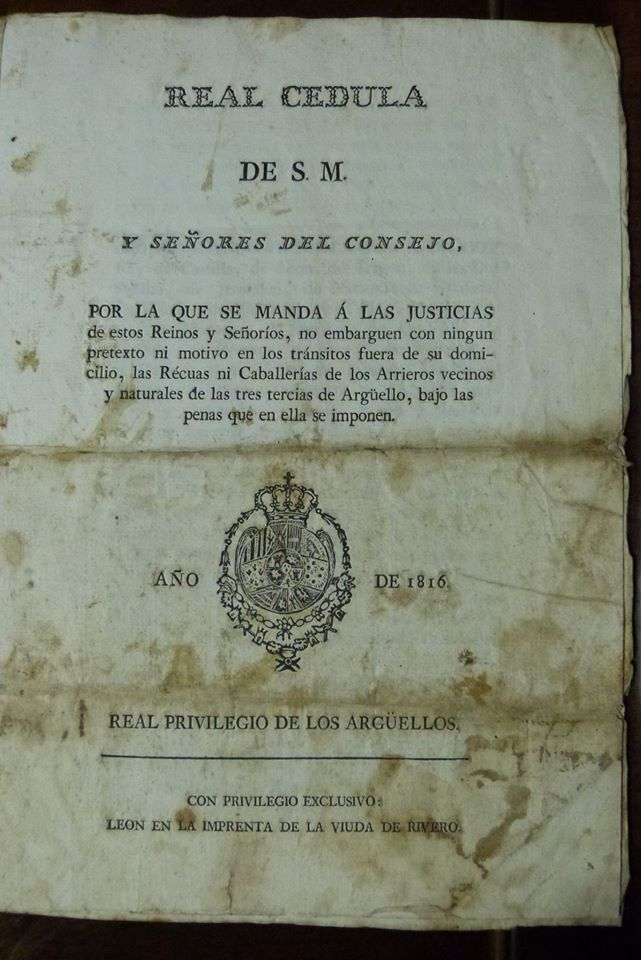
Documento de Fernando VII a los argollanos

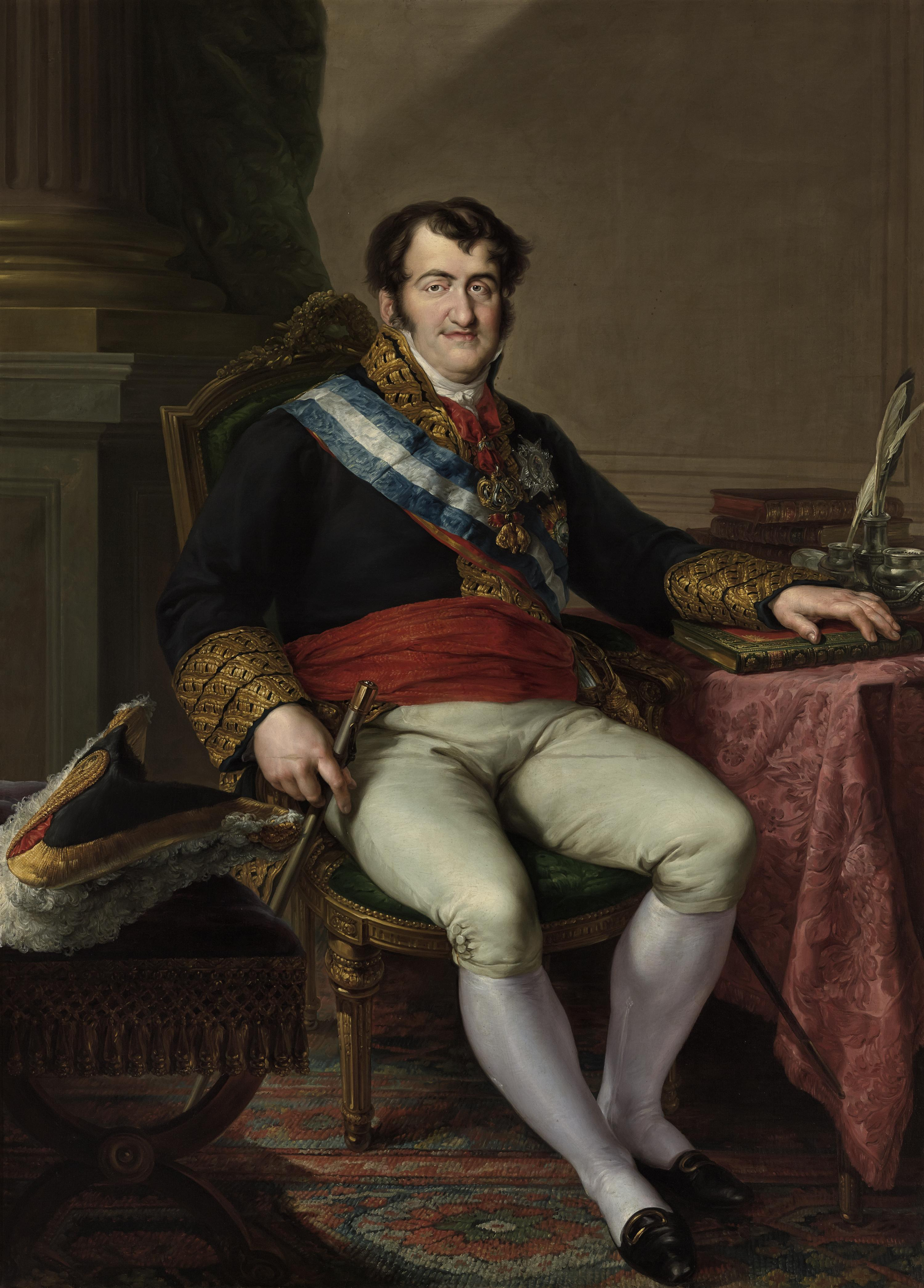
Retrato de Fernando VII del pintor Vicente López realizado en 1828 por encargo del Banco de San Carlos

Genicera y en general, Los Argüellos, fue un territorio que destacó durante la Guerra de Independencia española por su contribución equina para el movimiento de las tropas. En un documento de 1816 posterior a la guerra, se mencionan en una Real Cédula la protección del primitivo derecho nobiliario de estas localidades, en el cual, sus vecinos pertenecían al estado noble de hidalguía, donde se reconocen los trabajos arrieros de la zona. El documento viene a recoger principalmente los derechos de los habitantes de esta zona para que si en algún momento los viesen vulnerados, los tuviesen protegidos fuera de sus límites comarcales.

Pendón de Genicera

En cuanto a las fuentes en papel más antiguas conocidas de esta época del siglo XIX en referencia directa a este pueblo, se encuentra el Diccionario geográfico-estadístico de España y Portugal:

GENICERA, lugar de realengo de España, provincia y partido de León, concejo de la Mediana de Argüello, alcalde ordinario, 41 vecinos, 172 habitantes,1 parroquia. Sitiado en una concavidad que forman las peñas que le circundan. Hay en su inmediación una pequeña vega de prados de ganado. Tiene al Sur una elevada peña, cuya circunstancia unida a su exposición, hacia el Oeste le daran una temperatura extremadamente fría. Confina con los lugares de Lavandera, Valverdín, Pedrosa y Cármenes que es la cabecera del partido; todos de iguales productos e industria, que son yerba en abundancia, que segada y seca se conserva para el invierno: centeno y titos, trigo, garbanzos y cebada con escasez, por la incuria de sus habitantes, y hortalizas ordinarias. Industria: casi todos los naturales se dedican a la arriería: conducen vino de Castilla al principado de Asturias, y en retorno traen pescado fresco, alubias y tocino que conducen a todas partes del reino. Dista de 8 leguas de la capital. Contribuye con el concejo.
Diccionario geográfico-estadístico de España y Portugal

En el tomo VIII del Diccionario geográfico-estadístico-histórico de España y sus posesiones de Ultramar se describe así a Genicera , obra impulsada por Pascual Madoz a mediados del siglo XIX:

Lugar en la provincia y diócesis de León, partido judicial de la Vecilla, audiencia territorial y capitanía general de Valladolid, ayuntamiento de Cármenes. Situado en la concavidad que forman unas peñas que le circuyen; su clima es frío.Tiene unas 42 casas; iglesia parroquial (Santo Tomás) servida por un cura de ingreso y libre colación; una capellanía de patronato particular con cargo de misas y sin residencia; y buenas aguas potables. Confina con los pueblos de Lavandera, Getino, Pedrosa de la Mediana y Cármenes. El terreno es de mediana calidad, y le fertilizan algún tanto las aguas del río Torío que también llaman por este punto de la Mediana. Los caminos son locales, excepto el que dirige a Asturias y Valencia de Don Juan. Productos : trigo, centeno, vino, cebada, legumbres, hortaliza y pastos; cria ganados y alguna caza y pesca, población: 41 vecinos, 772 almas contribución: con el ayuntamiento.
Diccionario geográfico-estadístico-histórico de España y sus posesiones de Ultramar

Por otra parte, lo encontramos definido según el Diccionario universal de historia y de geografía de 1847 como presenta el texto:

Lugar de España, con 41 vecinos, en la Provincia de León, partido judicial de la Vecilla, Diócesis de Astorga
Diccionario universal de historia y de geografía

En cuanto a los territorios de Genicera, en concreto el de Sancenas en el extremo sudoriental, vemos como pasó por varias coronas nobiliarias. Encontramos ya referencias en el anuncio de subasta de pastos el Puerto de Sancenas, cuando aun no eran propietarios del mismo los vecinos de Genicera en 1861 siendo entonces la V condesa de Revilla Gigedo, María Manuela de la Paciencia Fernández de Córdoba y de Güemes. Se abría la licitación para arrendamiento y venta el de 10 de junio junto con los puerto de Sariegos, Fuencollada y Genicera.
Uno de los sucesos de ese mismo año fue cuando un voraz incendio registrado el día 2 de julio arrasó con la práctica totalidad del pueblo. Este hecho quedaría registrado, pues los vecinos solicitaron el perdón de sus contribuciones pues se habían reducido a cenizas 30 de las 40 casas que constituían el pueblo.
En otra de las tantas obras geográficas que encontramos en 1864, vemos como aparece mencionada la localidad de Genicera:

Lugar de España, Provincia y Diócesis de León, partido de La Vecilla. Tiene iglesia parroquial y buenas aguas potables. Produce cereales, hortalizas, legumbres y pastos y cria ganado. Población 162 habitantes.
Novísimo diccionario geográfico, histórico, pintoresco universal

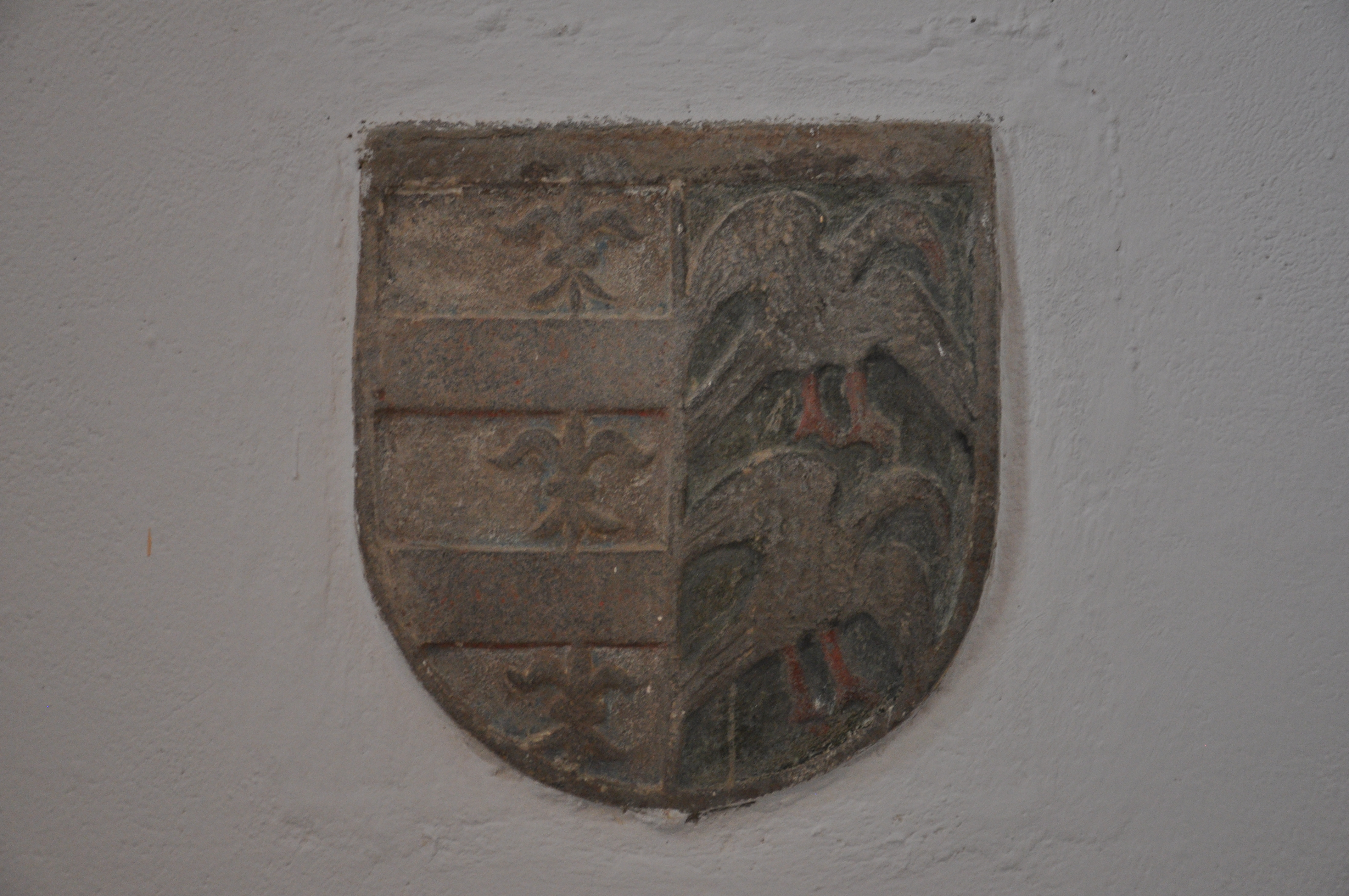
Lauda sepulcral de la casa Getino, traída por el Padre que recibía este mismo apellido, a la iglesia de Genicera. Es uno de los dos escudos nobiliarios de Genicera, un total de 11 en La Mediana de los Argüellos

Dispondría más tarde de posesiones en esta localidad la VII Marquesa de Canillejas y Grande de España Doña María del Rosario Vereterra y Armada, nieta de la ya mencionada María Manuela de la Paciencia. Dice así el texto de Derecho consuetudinario y economía popular de España de 1902:

[...] y la Marquesa de Canillejas tiene un puerto con el pueblo de Genicera y otro con el de Correcillas.
Derecho consuetudinario y economía popular de España

La mayoría de la población, al dedicarse a la trashumancia y la arriería vio afectado su bienestar con la abolición de la mesta en 1836 por lo que comenzaría una nueva tradición, la de emigrar a los territorios americanos. Aunque no fuese este uno de los motivos principales, será la gran crisis vivida durante finales del siglo XIX hasta inicios del XX lo que verdaderamente llevará a algunos de sus vecinos a abandonar el lugar, fundamentalmente entre los años 1875 y 1920. Esta crisis fue causada por un descenso del número de cabezas de ganado y/o el impago de deudas.
Conoció esta localidad un brote de gripe española, conocido en la zona como mal de moda, que afectó a sus vecinos los años finales de la década de 1910 y principios de 1920. Este todavía queda en la memoria de muchos de sus vecinos.

#### Guerra civil

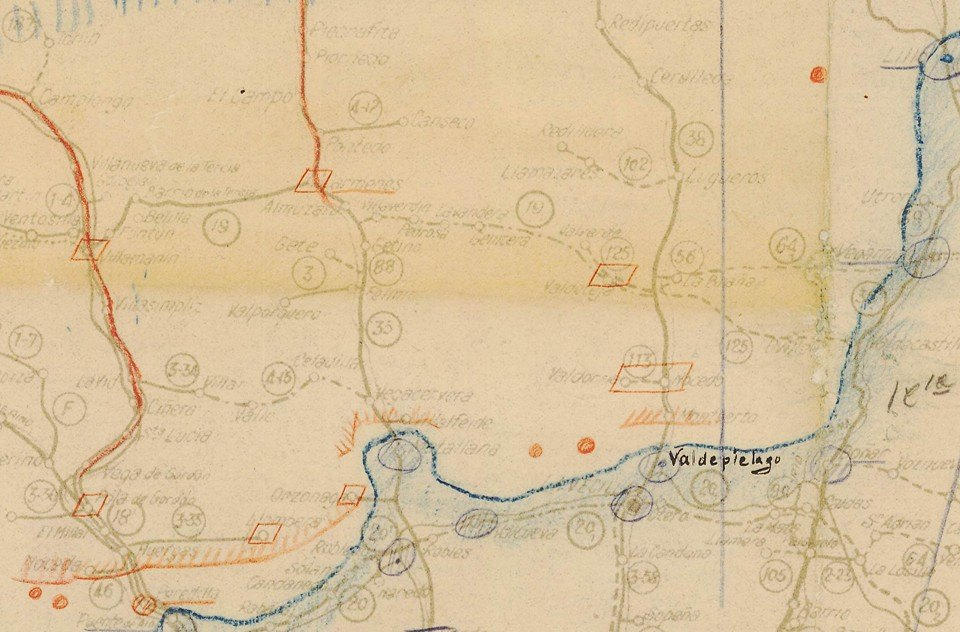
Mapa de los frentes de la guerra civil española en la montaña de los Argüellos

Iglesia de Genicera en tiempos de Guerra Civil donde se encontraba la gente refugiada tanto de este pueblo como los de Canseco

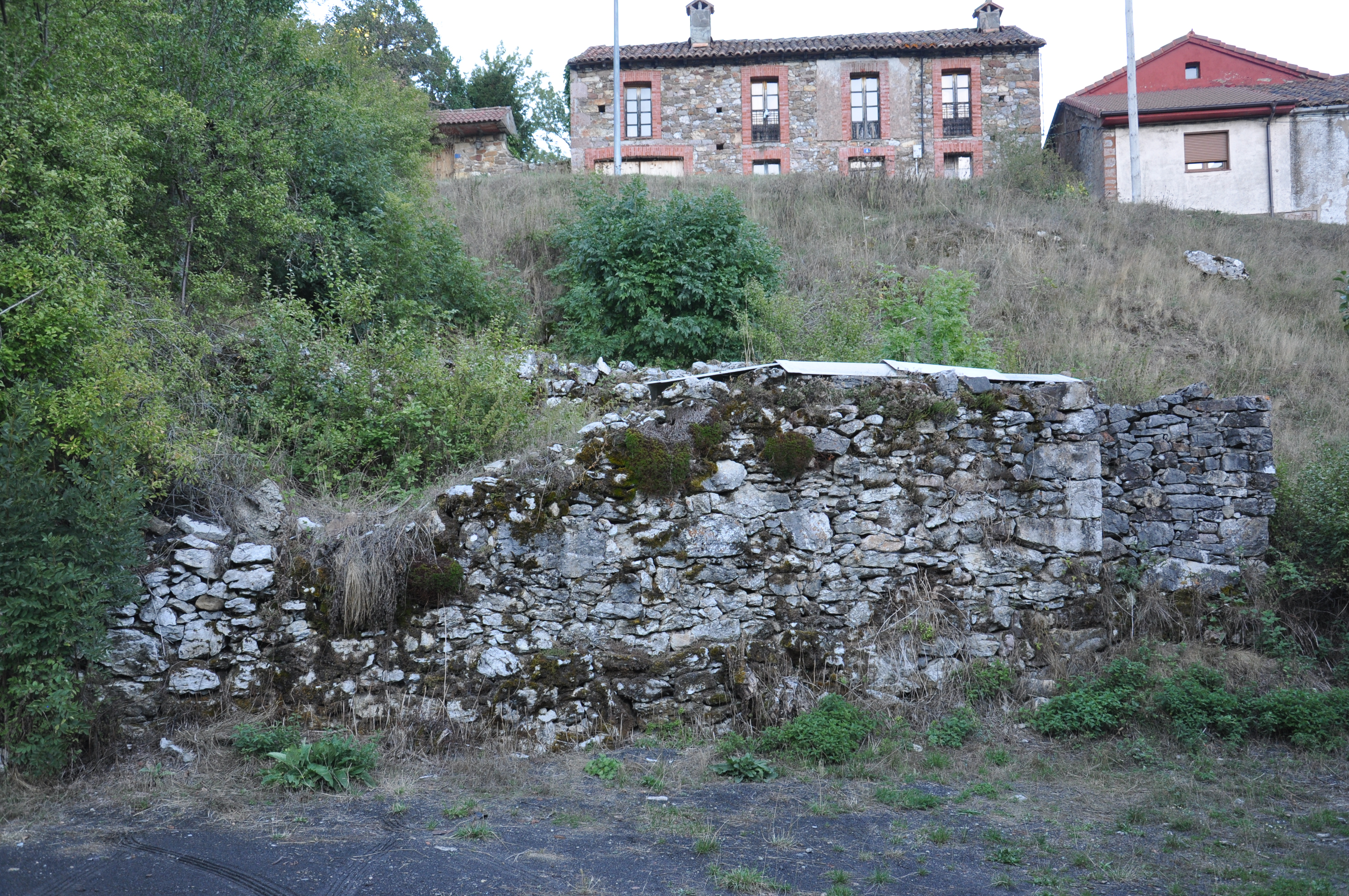
La guerra civil española fue un hecho que afectó a todos los vecinos de esta localidad. En uno de los barrios se conservan los restos de una casa abandonada tras haber sido quemada durante la huida de los republicanos

Por motivos completamente ajenos a los del pueblo de Genicera, este comenzó siendo parte del territorio republicano durante el primer año de guerra. En estos momentos, se produjeron una serie de enfrentamientos que mostrarían una neutralidad relativa del pueblo, siendo un territorio que osciló entre ambos bandos hasta la definitiva derrota de los republicanos (denominados rojos en toda la localidad) por los nacionales. En los inicios de la guerra civil española, los republicanos tomaron el tramo de camino que va desde el territorio denominado de Las Raneras hasta el otro lado del pueblo donde se encuentra un sifón, cortando de esta manera las comunicaciones entre cualquier otro punto. Durante este tiempo, se produjeron dos enfrentamientos bélicos de notable envergadura: el más sangriento que se dio en este pueblo fue un encuentro fortuito en los terrenos llamados Carbosa donde republicanos dieron la voz de alarma a media noche mientras los nacionalistas trataban de hacer una vuelta de reconocimiento, produciéndose decenas de muertes a bayoneta calada en pocas horas; el segundo se dio en la Collada de las Arenas donde se encontraban establecidos entre las trincheras numerosos morteros republicanos, viéndose posteriormente forzados a evacuar tras el inminente bombardeo de la aviación nacional. Finalmente, un hecho igualmente notorio pero que no contó con ninguna muerte sería el suceso del Sierro Campanario, donde un soldado republicano opuso una gran resistencia con tan solo una metralleta para evitar el paso de los nacionalistas.
Finalmente, con el abandono de las unidades republicanas, este bando se dedicó al saqueo y al pillaje del pueblo y se decidió quemar en su totalidad a excepción de la iglesia parroquial y tres imágenes de esta, pues el resto se sustrajeron. Sirvió el pequeño castro sobre el que se eleva la iglesia como único refugio para los vecinos, los cuales habían perdido a sus animales de ganado al quemarse vivos en las cuadras por aquel incendio. Hoy en día se conservan restos de vigas quemadas en casas de particulares, por lo que se hace patente el horror vivido durante los últimos días de guerra en este lugar.

#### Dictadura franquista
Nada más terminar la guerra, el municipio de Cármenes fue declarado por Francisco Franco como una de las tres localidades leonesas adoptadas para impulsar su reconstrucción mediante la presentación de un total de 297 expedientes, destinando 38 a la localidad de Genicera.
Tras el periodo guerracivilista, Genicera contó con numerosos maquis entre sus lindes, ya que la orografía del terreno permitía refugiarse a estos individuos entre las muchas cuevas que existen en este territorio entre las piedras calizas. A pesar de esto, los maquis que se encontraban en Genicera no consiguieron presentar tanta resistencia.
Pocos años después de la guerra, se estableció en una de las casas particulares el Cuartel de la Guardia Civil. Uno de los sucesos se dio contra este edificio, pues por causas ajenas a la guerra o las ideologías, se intentó dinamitar este establecimiento, huyendo los artífices sin ser capturados al esconderse bajo el Puente del Margal, junto a la casa del cuartel.
Posteriormente, durante la década de los años 50 surgió un nuevo plan de la mano de Julio Robles Diez, Baltasar Orejas Fernández y Pablo Diez Orejas (conocido amistosamente en el pueblo como Pablones), en concepto de presidente y vocales, respectivamente, de la Junta vecinal de Genicera. Este plan tenía como objeto el aprovechamiento de las aguas de las fuentes locales de La Arganosa, El Arenal y La Hoz, y estableció el derecho del usuario basado la prescripción por uso continuo durante más de veinte años acreditados mediante Acta de Notoriedad. Al final todo cayó en saco roto y el pueblo vería fracasado su plan de autoabastecimiento eléctrico.
Otro de los problemas en los que se vio sumergida dicha localidad fue que en esta década, los vecinos del pueblo próximo de Valverde de Curueño pleitearon por el control de la fuente de Sancenas para aumentar su territorio y abastecerse de sus aguas. El cura de aquellos años, Don Eleuterio Pérez, pudo conseguir evitar este retroceso del territorio ginato ya que tenía arrendados ciertos territorios de caza los cuales compartía con Enrique Iglesias Gómez, abogado de León que fue quien realmente solucionó el problema en favor de Genicera.
Sobre los años 60, tuvieron lugar una serie de sucesos que terminarán por definir el futuro de Genicera. Se llevó a cabo un proyecto de construcción de un pantano en 1965 que comprendía todo El Vallico junto con gran parte de los pueblos del municipio a excepción de Genicera, por lo que se comunicaría con los pueblos de Getino y Canseco por una nueva carretera que atravesase este territorio de norte a sur. Si bien nunca se llegó a realizar, dicho proyecto así como sus materiales ya estaban por iniciarse cuando se terminó por abandonar dicho plan a causa de la cantidad de cuevas halladas en el interior de las calizas, lo que hizo retroceder el plan ya que las montañas no serían capaces de soportar toda la cantidad del agua embalsada.
Otro cura parroquial despojó a la iglesia de muchas de sus reliquias históricas: parte del retablo, la estructura que componía el coro, varios cuadros e intentó llevarse las pinturas románicas, dejándolas en mal estado, además de ser quien planificó el derrumbe del campanario y excavaría el óculo en la zona occidental.

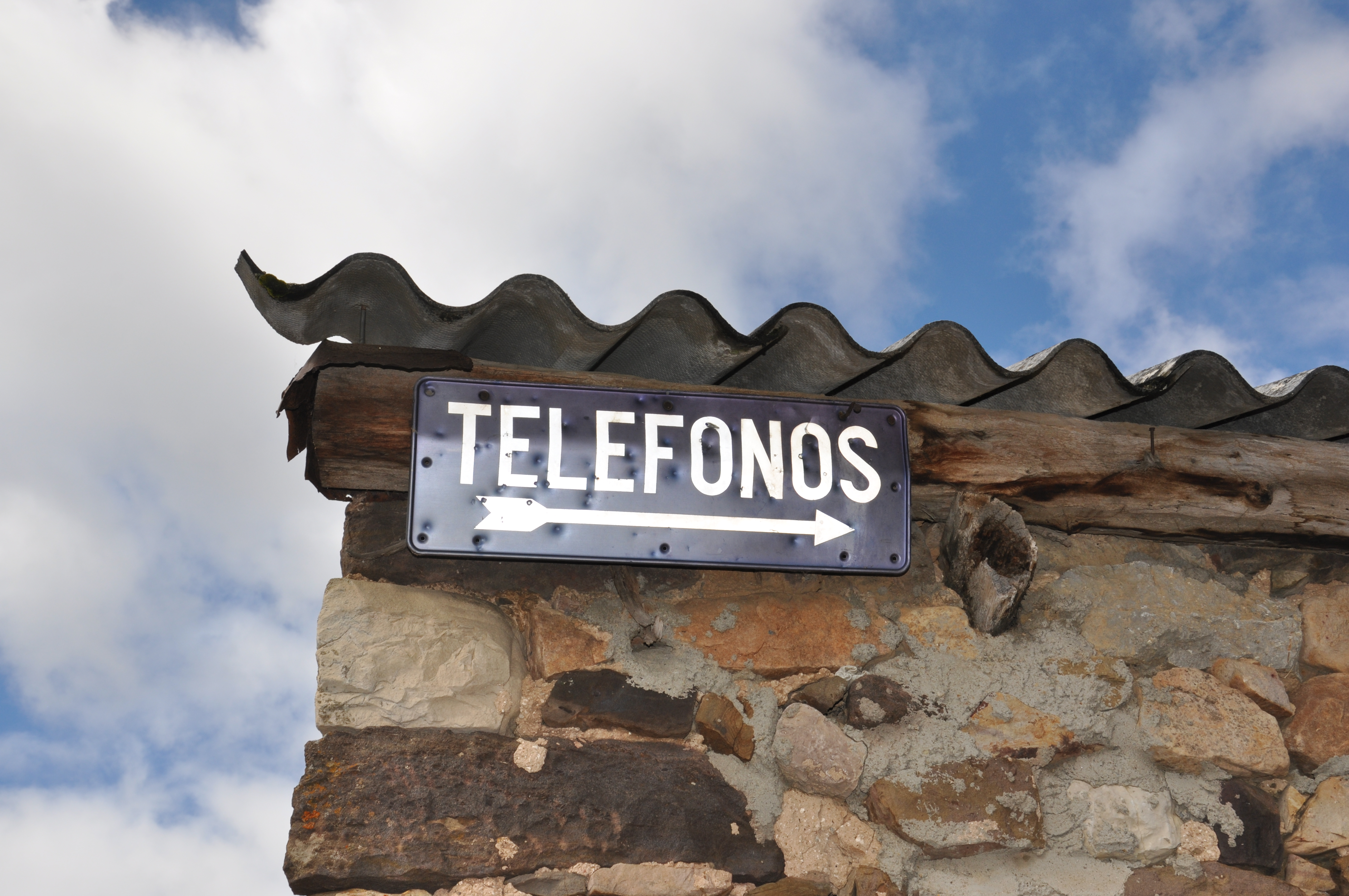
Cartel de teléfonos de Genicera. Fue necesario situar el único teléfono que llegó en una de las casas particulares ya que suscitaba temor entre sus gentes

Finalmente, en 1966 se instalaría la red eléctrica de uso público, en 1968 llegaría por primera vez a este pueblo el agua corriente y la línea telefónica en 1969.

#### Final de la dictadura hasta la actualidad
Genicera fue viendo cada vez más el efecto producido por el éxodo rural que dura hasta hoy en día. Especialmente en 1987 se produjo un nuevo movimiento de personas hacia las áreas rurales por el movimiento Rainbow Family of Living Light, quienes se asentaron temporalmente en los terrenos de Uvierzo. Fue el primer encuentro Raimbow en España y el quinto a nivel internacional. En dicha reunión del 12 de julio llamada Llegada a la noche del plenilunio nacería la última persona en Genicera. Estos movimientos fueron influenciados por el vecino Diego Segura Pérez, precursor de este movimiento en la localidad, quien se asentó de forma definitiva en una de las casas hasta la actualidad, cuando se vio forzado a trasladarse con sus compañeros del Taller 7 de Barcelona, y sirvió como voz de éstos. Será de gran importancia la reunión de carácter internacional que se realizó en estos parajes por una consulta realizada a Diego Segura. Finalmente la segunda convocatoria se realizó en el año posterior dirigiéndose al pueblo de Fasgar, en Murias de Paredes.

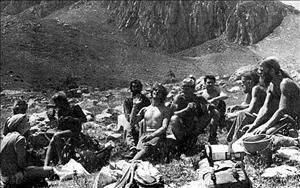
Asentamiento Rainbow en Uvierzo, Genicera
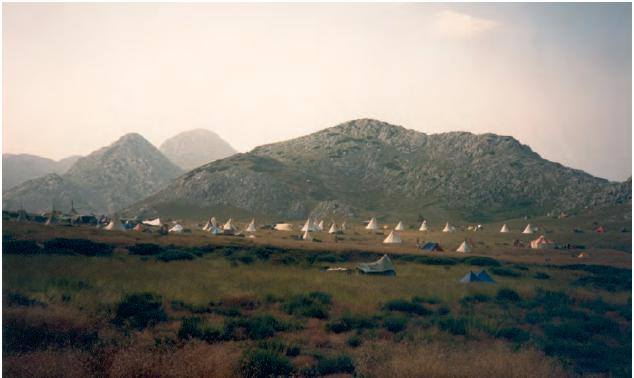
Cabañas tipi del movimiento Rainbow en 1987, Uvierzo, Genicera
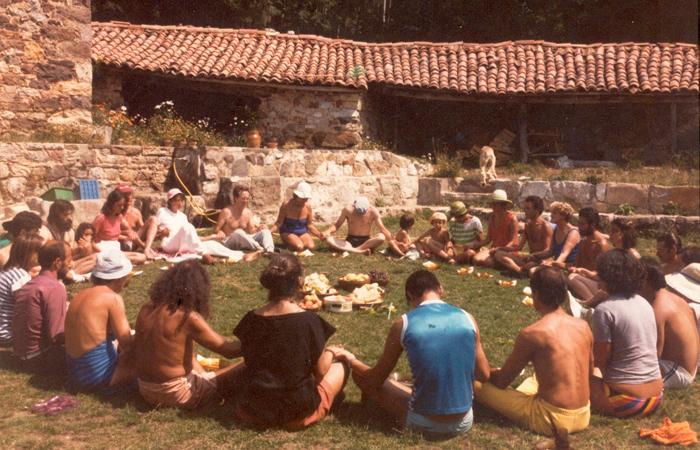
Reunión Raimbow o ecuentro arcoíris en Genicera

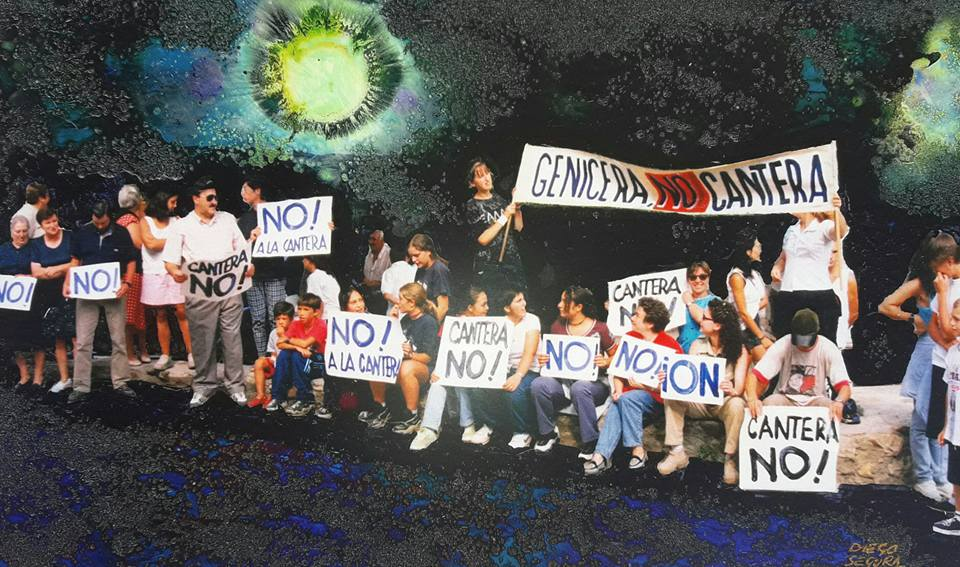
Manifestación en Genicera contra la cantera

Uno de los últimos acontecimientos ya bien entrados en los años 90 fue el proyecto de construcción de una cantera en el territorio de dicho pueblo para extraer la piedra caliza, el cual no se llevó a cabo. Fueron reducidas aunque insistentes las manifestaciones de los vecinos en contra de ésta.

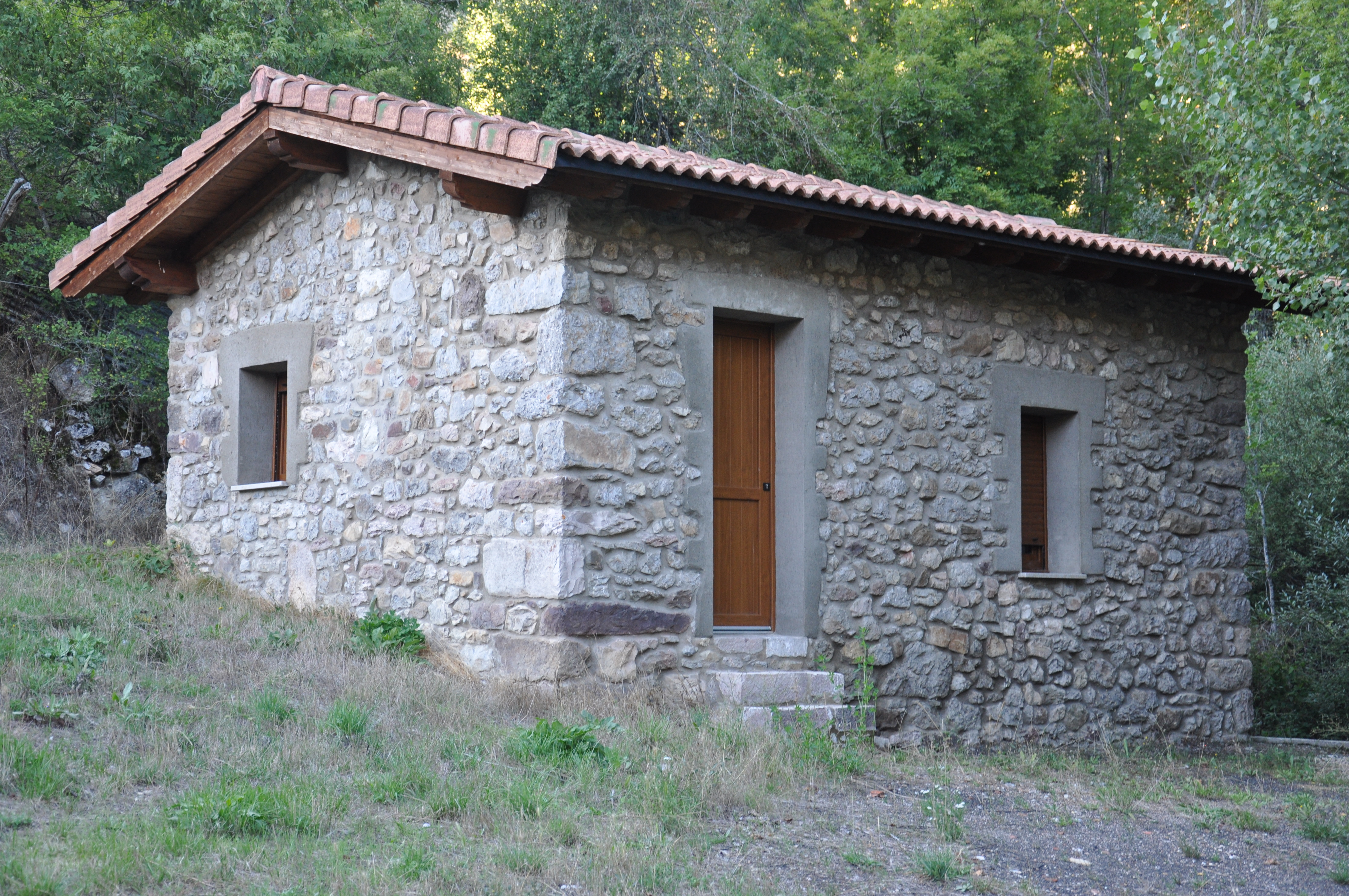
Casa de La Fusina en la actualidad. Sirvió en Genicera como molino, después como casa de la luz, como casa de concejo y en la actualidad no desempeña ninguna función

De las edificaciones más recientes, se contemplan el parque y el arreglo del teleclub en la primera década de los 2000; tres fuentes en diversas partes del pueblo, las dos últimas bajo la actual presidencia; el arreglo de la casa de La Fusina, donde se celebraban los concejos mientras la casa de la escuela funcionaba como tal; el remodelado de la escuela y el cementado uno de los caminos laterales que da acceso a la iglesia; y el remodelado de la nueva bolera por parte de uno de los vecinos. Antiguamente la escuela del pueblo se situaba junto al cementerio. Esta, sirvió como hogar a muchos vecinos del pueblo durante la guerra civil tras haberse quemado la mayoría de las casas. A día de hoy, la escuela se encuentra en otra zona del pueblo, en el llamado teleclub el cual contó con las tejas de la antigua escuela de la iglesia. Es actualmente el teleclub donde se reúnen sus gentes para celebrar concejos, a causa de que en 1977 se cerró definitivamente como escuela. Los terrenos de Sancenas por su parte siguen manteniendo esa tradición milenaria de la cría de caballos que en su día se extendía por todos los Argüellos, por lo que en su subida al puerto se pueden ver a estos animales.
Actualidad

Durante el 2020, Genicera ha aparecido en diversos medios por los acontecimientos que han sucedido hasta la fecha. Tras finalizar el periodo de cuarentena, esta localidad, al igual que muchas otras, vio la estética de algunas de sus fuentes modificada por la colocación de carteles para la prevención del COVID-19. Igualmente, durante los meses de estado de alarma, se colocó sobre el arco de acceso a la iglesia un cartel en apoyo a los sanitarios como consuelo desde las áreas rurales.

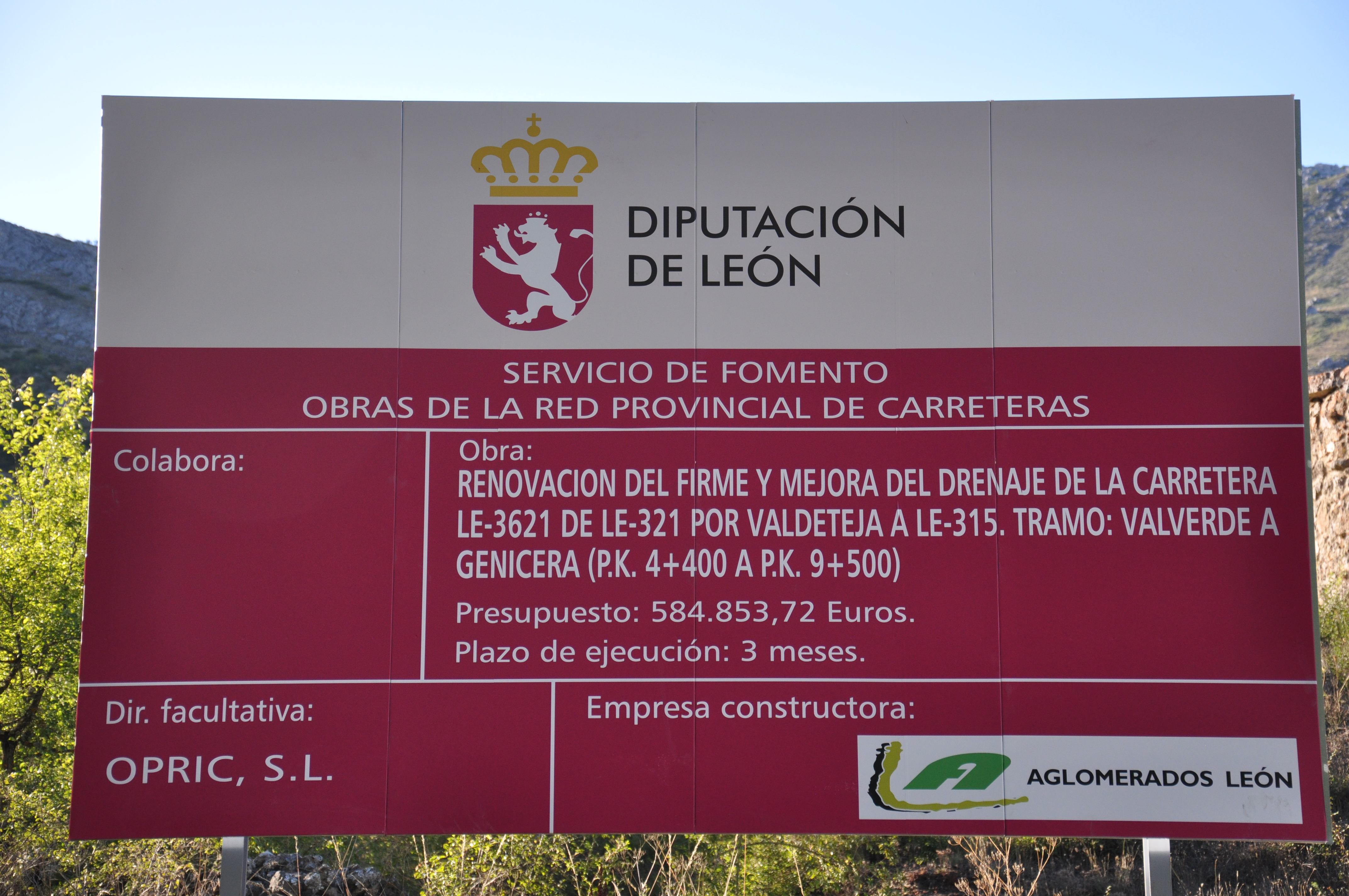
Cartel de la Diputación de León para el arreglo de la carretera dirección Genicera - Valverde de Curueño

El domingo 16 de agosto, durante la sesión ordinaria anual, se decidió apoyar en concejo abierto la moción presentada por el Ayuntamiento de León en favor de la autonomía leonesa, aprobada por unanimidad entre todos los vecinos. Días después se iniciaron las obras de remodelación y acondicionamiento de la carretera  LE-3621  de la mano de la Diputación de León encontrándose ya el tramo con Valverde de Curueño concluido.
El sábado 29 de agosto, en el Teleclub del pueblo acogía una charla sobre el proyecto del Parque Eólico Abano, que suscitó numerosas opiniones entre vecinos del pueblo y pedáneos de pueblos colindantes como los de Correcillas o Villafeide. Aunque hasta el momento la afección del proyecto en Genicera es mínima, la respuesta de la mayoría de los asistentes fue rotunda.
El 21 de diciembre de 2024 se celebró una misa presidida por el Obispo de León, Luis Ángel de las Heras, en la iglesia parroquial de San Juan de Regla en la que se entonó el desaparecido Ramo de Genicera.

Con Jesús y con María
empezamos a cantar
el glorioso nacimiento
en el dichoso portal.

En este portal estamos
a la sombra y al sereno
para entrar a visitar
a la reina de los Cielos.

En este portal estamos
unas humildes doncellas
para entrar a visitar
a la soberana reina...

Fragmento del ramo de Genicera cantado.

| <1900                                 | \| \| |
| 1900                                  | \| \| |
| 1910                                  | \| \| |
| 1920                                  | \| \| |
| 1930                                  | \| \| |
| 1940                                  | \| \| |
| 1950                                  | \| \| |
| 1960                                  | \| \| |
| 1970                                  | \| \| |
| 1980                                  | \| \| |
| 1990                                  | \| \| |
| 2000                                  | \| \| |
| Fuente: Sede Electrónica del Catastro |       |
|                                       |       |

### Pueblos adheridos

#### San Esteban de Uvierzo

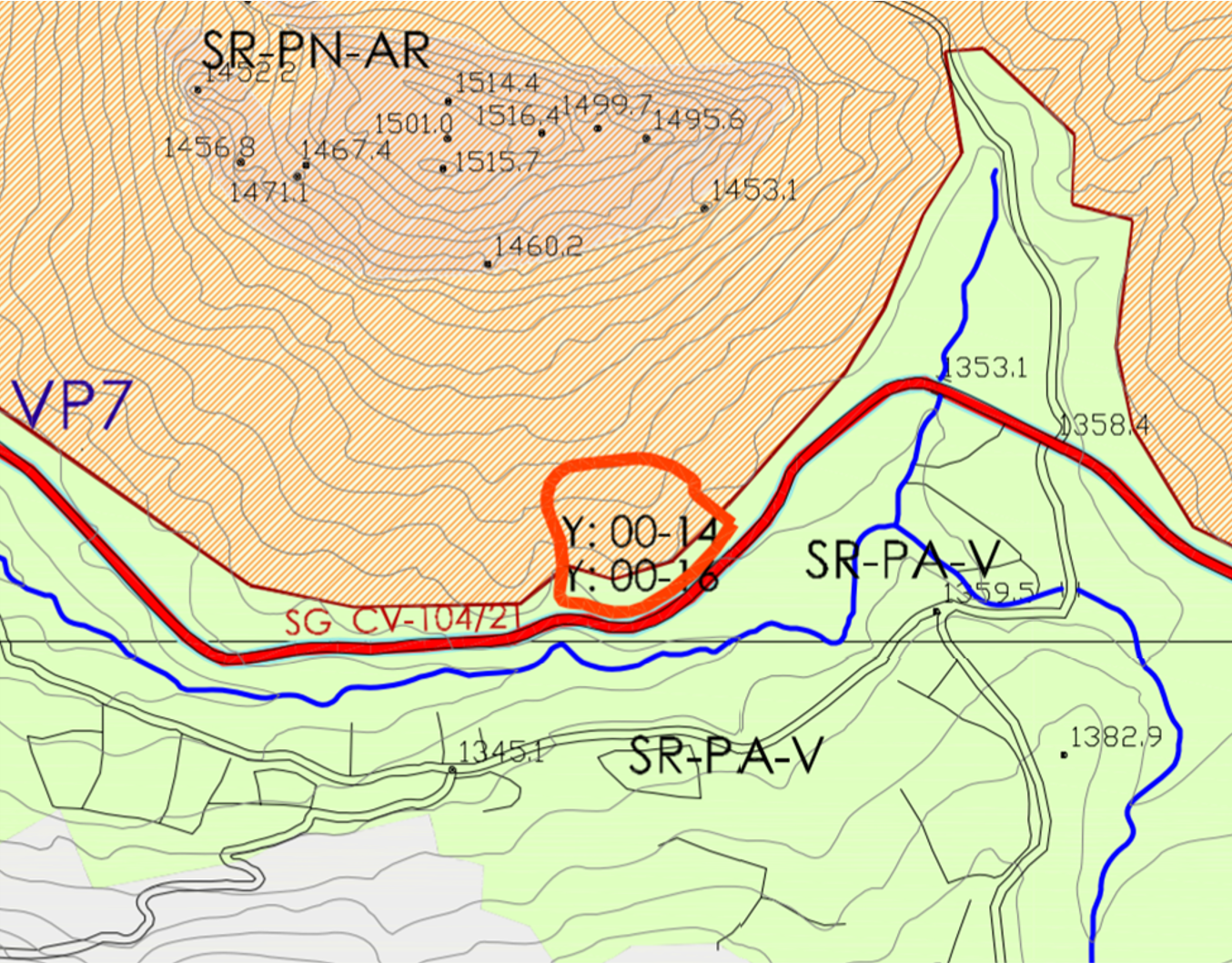
Emplazamiento más aproximado del desaparecido pueblo de San Esteban de Uvierzo

El despoblado de San Esteban de Uvierzo fue un lugar de gran importancia durante la Edad Media ya que durante la creación de los concejos, en este caso del de los Argüellos, fue el lugar en el que se celebraba el Gran Concejo del Arbolio, nombre primitivo de esta comarca.
Tanto la toponimia como la tradición oral o la documentación escrita, nos permite situar perfectamente esta localidad en un mapa, entre la división orográfica de los ríos Valverdín y Curueño (donde aparece más tempranamente mencionado como Curonnio). Los datos toponímicos nos permiten situar con mayor exactitud esta localidad, encontrándose los parajes de Los Praos de Uvierzo, Val d'Uvierzo y La Vega de Uvierzo, aunque, sin duda, es la documentación medieval y moderna la que nos confirma la existencia de este lugar a lo largo de seis siglos.
Muy lejos de la leyenda, un estudio iniciado por la Universidad de León en los años 80 pero que no se llevó a cabo por falta de medios, dejó ciertas hipótesis que podrían pasar por ciertas de que el pueblo fuese abandonado por causas que hicieron imposible la supervivencia, seguramente por el frío extremo que además condicionaría una producción ínfima de las tierras de cultivo, asentándose su población en Genicera, con un microclima más agradable.
En cuanto a las referencias históricas de esta despoblación, ya encontramos referencias a finales del siglo X. Lo enclava concretamente de la siguiente manera:

[...] de dermino de aquouerzo et per illo laço usque in illa foce de Valle Viride et de illa penna de illas murias usque in illa penna de Coba de Bella [...]
[...] de término de Uvierzo y por el Sierro Lazo hasta la Hoz de Valverde y desde el Sierro de las Murias hasta la Peña de la Cubiella [...]
Archivo Histórico de la Catedral de León. Nº 587. Año 999

En torno a los siglos XIII y XVI aparecerá en cantidad de ocasiones esta antigua localidad, donde se menciona inmediatamente después de Sancto Thomas de Guinizera y dos lugares después, Sant Mames de Valverde. Concretamente, para referirse a Uvierzo, se dice en uno de los documentos del siglo XVI que "esta yerma" y que "non da nada", mostrándonos la clara evidencia que ya encontraba despoblado en el siglo XVI. A pesar de esto, durante varias décadas más aparece mencionado en otros documetos del Archivo Histórico Diocesano de León.
Igualmente, en uno de sus praderíos, el más extenso, se realizaría el fue el Real Concejo del Arbolio. Solía recibir el nombre de Collada del Coto, un punto céntrico donde confluían los caminos de las tres tercias, además de que de este pueblo podría considerarse un "mediador natural" por encontrarse en esta divisoria de aguas, una en dirección este y otra oeste. Así, sobre un gran canto rodado se situaban los jueces y el reo a modo de estrado, conservada hasta 1921, fecha en la que se trazó la primera carretera. Aparece mencionada varias ocasiones especialmente durante el siglo XIV, en documentos de Fernando IV o Juan II de León (I de Castilla).

## Demografía
| Gráfica de evolución demográfica de Genicera entre 1525 y 1991                                                                      |
| |
| Población de derecho o población residente (1550-1754). Población de derecho o población residente (1826-1991, excepto 1845 y 1847) |

| Gráfica de evolución demográfica de Genicera entre 2000 y 2024                                                      |
| |
| Población censada según el padrón municipal del INE. Población según la relación de unidades poblacionales del INE. |

## Cultura

### Lengua leonesa

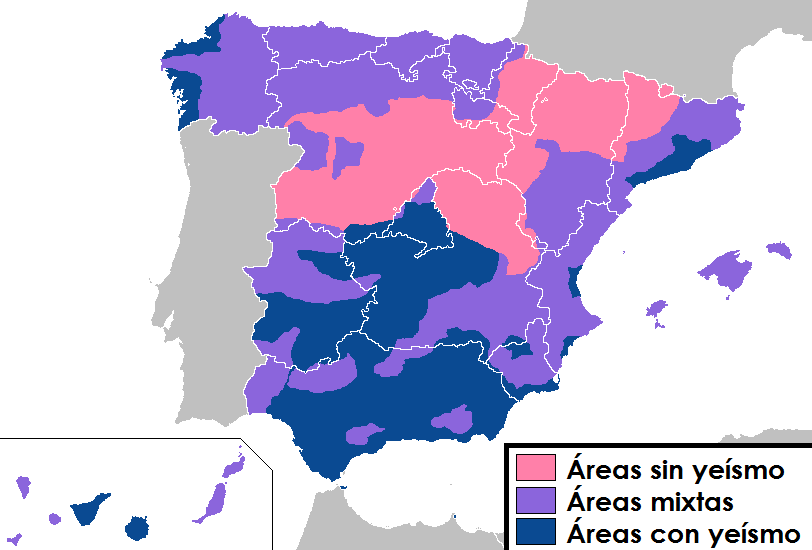
Yeísmo en España

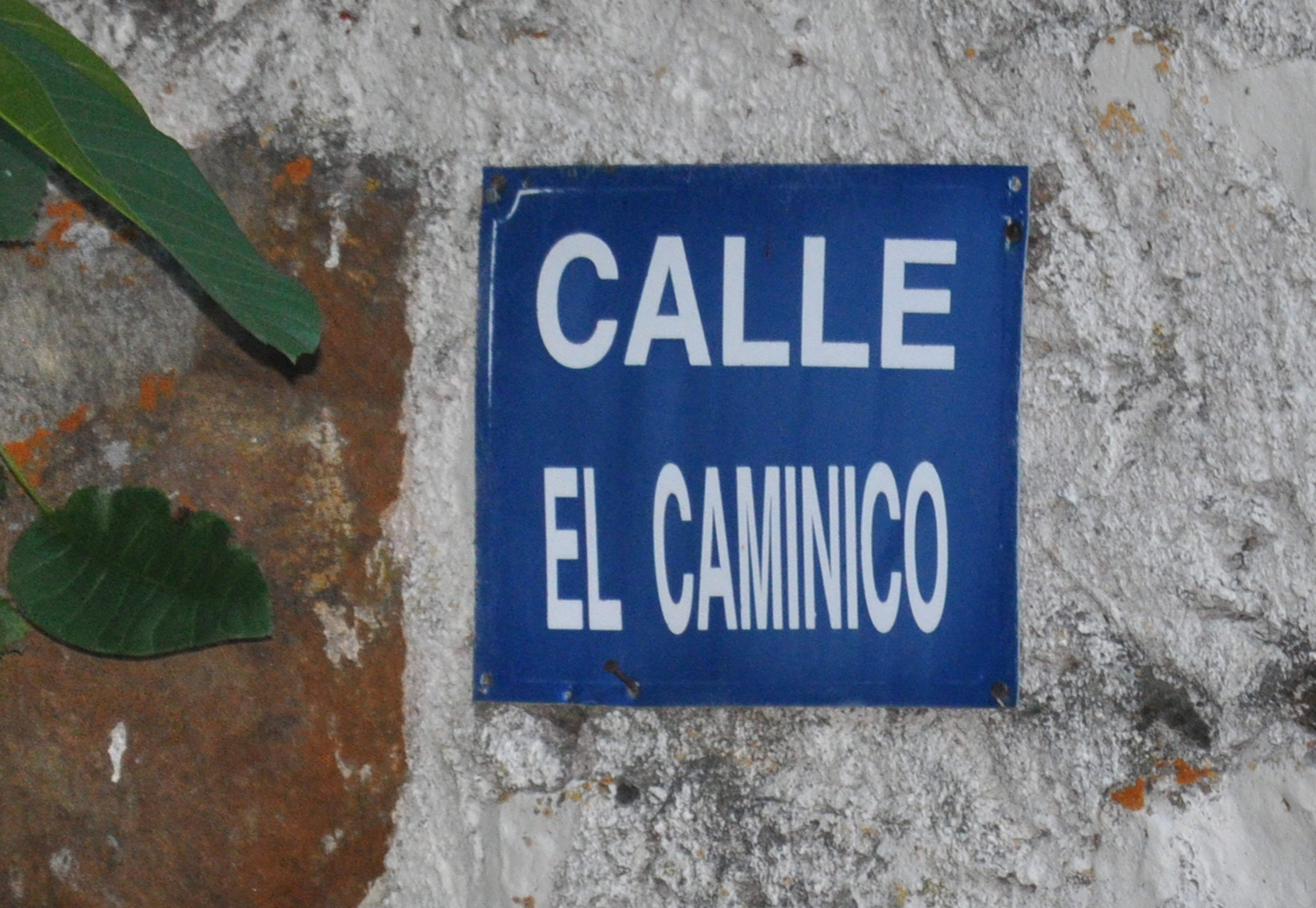
Cartel de la Calle El Caminico en Genicera

La localidad de Genicera históricamente ha sido un lugar en el que dominaban numerosos vocablos con un origen común, la lengua leonesa, concretamente, el leonés central o centro meridional, que es el que comparte más parecidos con el habla tradicional de las comarcas asturianas de Avilés, Gijón, Oriente, Oviedo, Caudal y Nalón. A pesar de la intención de normalizar la lengua castellana en detrimento de la leonesa, se han mantenido muchos de los términos que se conservan entre sus gentes, tanto entre los que aún viven en esta localidad como de los que forman parte del éxodo rural sucedido hace pocas décadas.
Además de esto, cuenta con numerosos topónimos que aún se mantienen en su forma original como La Vega de las Xistras, El Gorbizalón, El Alto la Lomba, Las Coliñeras (pronunciado culiñeras [kuli'ɲe̞ɾäs]), La Peña de La Cubiella, Las Golondras, Solasierras o el Sierro Cafresnero; otros que se han visto castellaizados como Fuenfría derivado de Funfría o El Cueto de las Cabañas derivado del Cueto Cabanas, y casos particulares como los que mantienen la Che vaqueira, el caso de Los Vaḷḷes, formados por El Vaḷḷe y El Vaḷḷín, y El Reboḷḷal, la Ḷḷampa, las Ḷḷombas o El Vaḷḷín de la Ósea, El Coroḷḷo entre otros, que bien es verdad que en la actualidad dicha pronunciación se ha sustituido por la Ch /t͡ʃ/, y otros casos toponímicos más reducidos con terminaciones en -ico para referirse a algo pequeño, como son El Caminico o El Vallico. Este fenómeno es una extraña disposición ya estudiada por Diego Catalán Menéndez-Pidal que nos muestra cómo dan en esta área las zonas ṭs o ḷḷ ([t͡s̺]~[t͡s]~[tʂ]) y de n (ausencia de ñ) junto con los de -LY- y -K'L- como formas de transición entre la Y ([ʝ̞]) y el dígrafo elle (ll) /ʎ/ con respecto a la llamada che vaqueira (ṭs / ḷḷ).

### Festividades y eventos

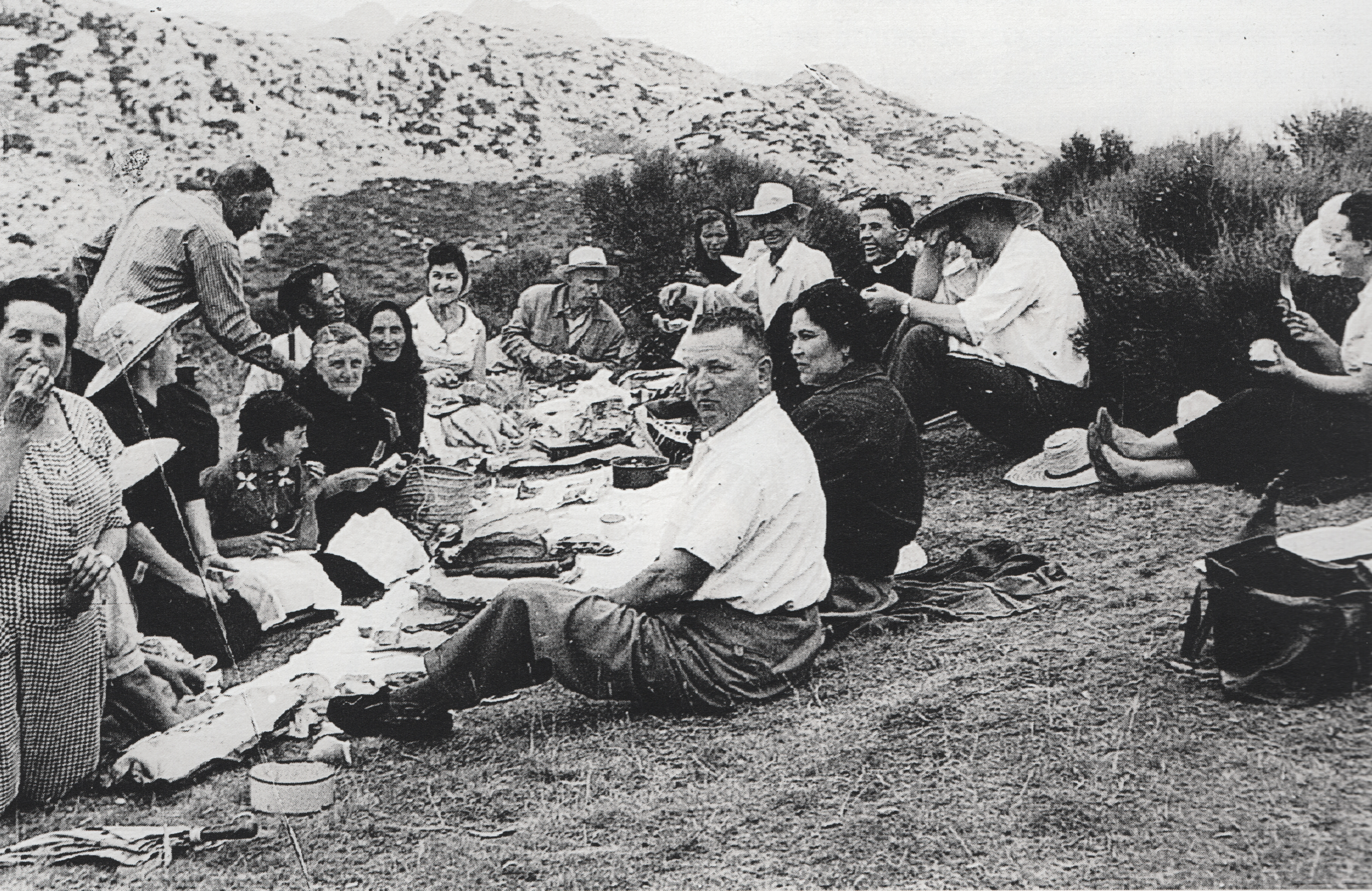
Tradicional borrega en Uvierzo en 1945

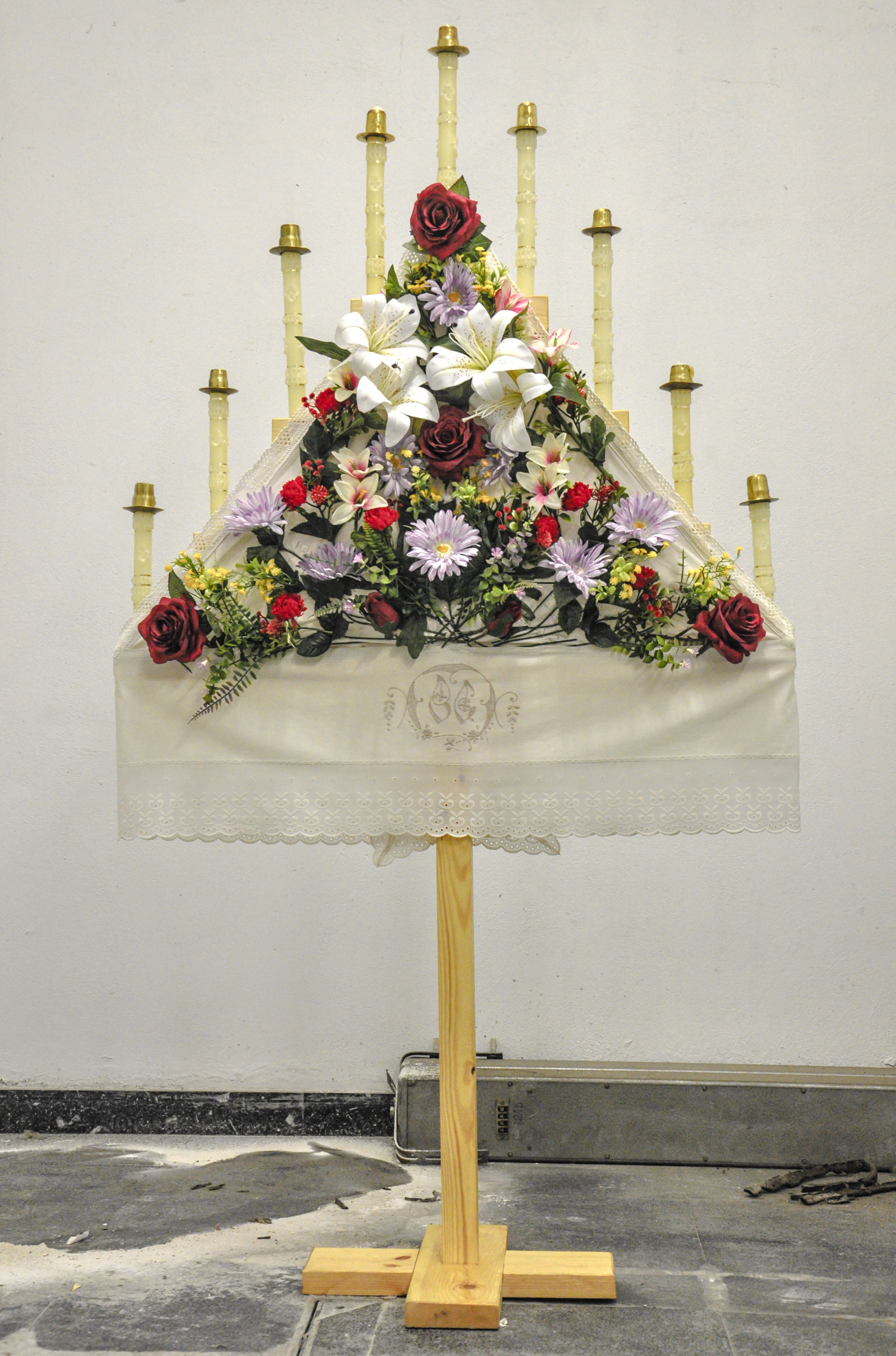
Ramo de Genicera

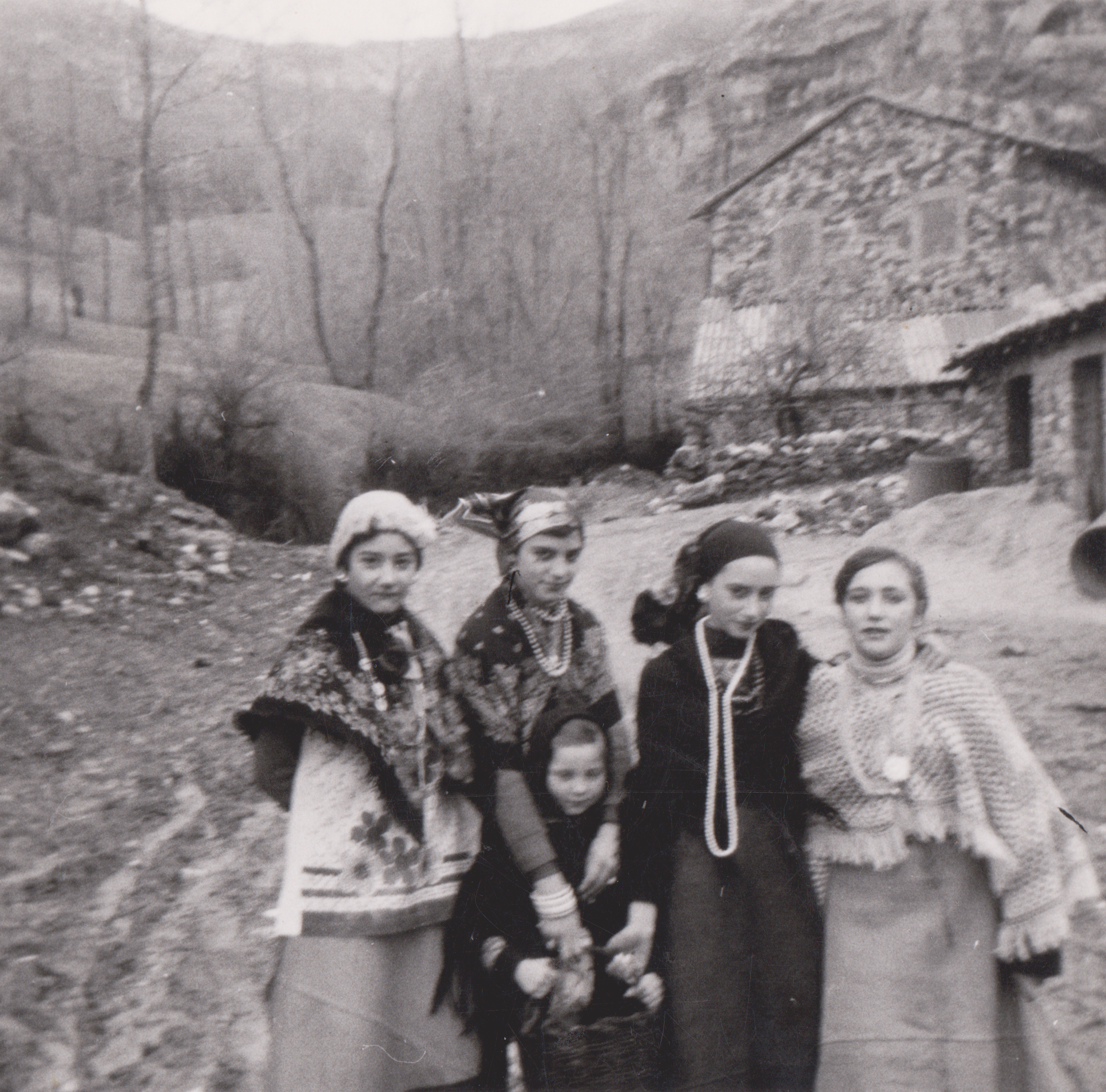
Carnaval en Genicera sobre principios de 1970

Genicera en sí es un territorio culturalmente decadente, que mantiene pocas de las muchas tradiciones que se realizaban antaño. Sin duda el éxodo rural fue el principal detonante de esta decadencia.
De sus costumbres, se mantienen la tradicional procesión del Cristo para celebrar la Exaltación de la Cruz con su respectiva fiesta, por la tarde una partida de bolos en la que tradicionalmente participan los hombres y la Diana del día posterior con un acto lúdico por la tarde para todos los públicos, siendo estos en sábado y domingo respectivamente. Igualmente se convoca de forma ordinaria un concejo al año, siendo en los meses de verano, generalmente en junio. Este se avisa a los vecinos mediante el repique de sus campanas. En el posterior mes de septiembre se celebra la tradicional Borrega que mantiene la costumbre de la bajada de los puertos del ganado ovino por la llegada del invierno, siendo el pastor quien entregaba un animal para su consumo entre todos los vecinos del pueblo.  Desde 2015 se lleva recuperando la tradición del magosto donde se juntan los vecinos y algunos preparan algún plato de picoteo mientras se preparan las castañas y en torno a las mismas fechas se celebra la Procesión de Ánimas tras la misa de los Fieles Difuntos, recuperada en 2023. En 2024 se recuperó la tradición de cantar el Ramo después de varias décadas perdido.
De aquellas costumbres que ya no se conservan, se daban en orden cronológico las siguientes:
- 1 de enero: los casados pedían por las casas los llamados torreznos (torrenos en  leonés), que eran pocillos que podían contener aceite, garbazos, alubias, huevos, chorizo o tocino. En casa de los varones se daba una cola de animal de ganado. Estos se reunían en la casa llamada La Fusina para comer estos productos.
- 6 de enero: los niños salían a pedir los llamados torrenos y se juntaban en una casa a comer lo adquirido.
- Día de carnaval: los mozos salían a pedir huevos por las casas mientras que las mozas solían vestir manteos.
- Primavera: cada jueves por la tarde se reunían los vecinos en concejo para achicar el agua de los caminos.
- Día del Corpus Christi: se celebraba una procesión en el pueblo con los recién comulgados
- 3 de julio: festividad del Siriaco de Santo Tomás Apóstol.
- Otoño: se celebraban concejos todos los jueves como en los meses de primavera para limpiar los caminos.
- 21 de diciembre: festividad del Vetus Ordo de Santo Tomás Apóstol.
- 25 de diciembre: los jóvenes pedían torrenos y al igual que los niños, los comían en una de las casas.
- Todo el año: un pastor se encargaba de una becera de caballos, ovejas, corderos o chivos. Estas beceras eran el total de animales del pueblo repartidos en cada casa que se juntaban para su pastoreo.

## Turismo

### Turismo de escalada
Rutas muy poco realizadas pero por gente más experimentada son las distintas rutas que presentan sus elevados picos en su zona sur que discurre en dirección E-O. Estas se dan por cotas que llegan a alcanzar los 1.900 m s. n. m. y elevaciones que superan el 80% de pendiente como sucede en la Peña el Mediodía o en el Cueto del Calvo desde su falda en el lugar llamado de Val de las Hurbias.
Igualmente, a su lado septentrional, también pueden verse afloramientos rocosos que sirven para este deporte, aunque de un nivel más bajo, pues su altura es menor, aunque son paredes que están al 100% de la pendiente.

### Ruta a Sancenas
| Distancia total | Tiempo estimado | Punto de salida    | Punto de llegada   | Desnivel | Dificultad | Época recomendada                                          |
| --------------- | --------------- | ------------------ | ------------------ | -------- | ---------- | ---------------------------------------------------------- |
| 7,5 km          | 3 h             | Collada de Uvierzo | Collada de Uvierzo | ±430 m   | Media      | Todo el año. Preferentemente días de poco sol y sin nieve. |

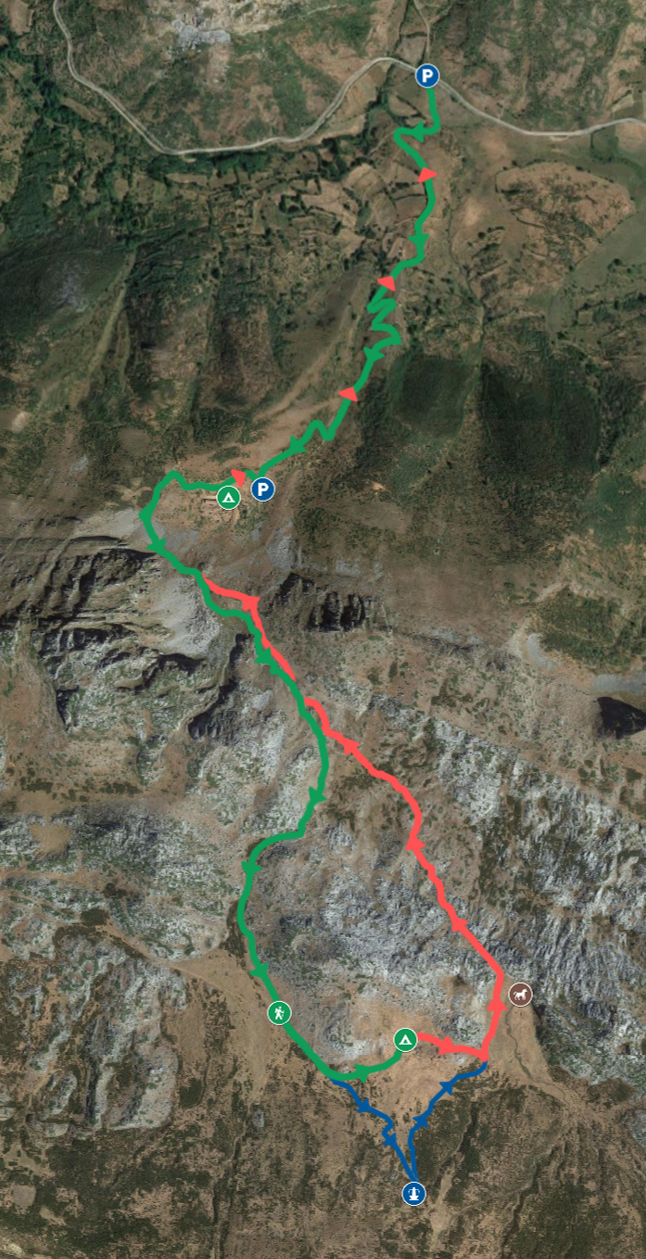
Ruta a la fuente de Sancenas.

 Seguramente la ruta más realizada por los turistas y senderistas es la ruta que sale de la Collada de Uvierzo hasta el Puerto de Sancenas. Esta se inicia desde el llano que divide las cuencas del Curueño y del Valverdín hasta llegar a la choza de Fuenfría. Hasta entonces, se llega por un camino ascendente entre prados y continúa más adelante al borde de grandes calizas hasta Las Vizarreras, una extensa campa modelada por la erosión kárstica. Hacia el suroeste, una collada da paso a los amplios puertos de Sancenas y al oeste, otra collada conduce a la choza, y la ruta continúa hasta la Peña del Sumidero o Peña'l Sumidero ['peɲäl̪ su̟mi'ð̞eɾo̞], donde un pequeño arroyo desaparece para continuar su curso bajo tierra. Todo el territorio de Sancenas compone un área declarada de interés geológico provincial por la gran llanura que la compone marcada por la altura a la que se encuentra. Mantiene en verano un frío estival en días de poco sol y en invierno recibe grandes nevadas que impiden prácticamente el paso hacia la choza.
Saliéndose de la ruta unos 500m al sur desde la Fuente de Sancenas, se pueden observar en el Alto la Lomba  los tres mojones dividiendo los términos municipales.
Al inicio del tramo de descenso desde la Peña del Sumidero, se encuentran talladas sobre la roca tres cruces, hoy muy erosionadas, que dividen los territorios de Genicera con la localidad próxima de Valverde del Curueño
El regreso se emprende desde la collada de la Peña del Sumidero, pasando por la Vega de las Xistras que da paso de nuevo a Las Vizarreras. Desde allí, la ruta se dirige hasta el camino que desciende a Fuenfría para regresar sobre sus pasos a Uvierzo.
| Distancia total | Tiempo estimado | Punto de salida | Punto de llegada | Desnivel | Dificultad | Época recomendada                                          |
| --------------- | --------------- | --------------- | ---------------- | -------- | ---------- | ---------------------------------------------------------- |
| 10 km           | 5 h             | Genicera        | Genicera         | ±600 m   | Media      | Todo el año. Preferentemente días de poco sol y sin nieve. |

Una de las variantes de la ruta realizada hace no mucho tiempo por los vecinos de Genicera era la que partía directamente desde la zona urbana. Esta se desvía hacia la zona de La Solana, atravesando el arroyo de Fesusán hasta llegar a Los Casares. Desde aquí continúa la ruta dirección Sur hasta llegar a Fuenfría y de aquí se enlaza según la ruta de Uvierzo. Esta lleva en desuso algunos años y ciertas partes del camino se encuentran disueltas con el paisaje por lo que puede complicarse a la hora de seguir un camino homogéneo.

## Personas destacadas
A lo largo de la historia ha habido una serie de personajes, nacidos unos en Genicera, todos ellos hijosdalgo notorios, y otros vinculados con la localidad, que han destacado en sus actividades profesionales. La siguiente lista no tiene carácter clasificatorio sino meramente ejemplar ya que habrá otras personas no mencionadas que también merecerían ser citadas.
| Año             | Nombre                       | Vocación |
| --------------- | ---------------------------- | --- |
| Antes de 1793 † | Manuel Ordóñez               | Manuel Ordóñez fue un militar español que destacó en las guerras de independencia y carlistas del siglo XIX. Nacido en Genicera, se alistó al ejército el 28 de mayo de 1808 sirviendo en el regimiento de los Ilustres Escolares voluntarios de León y en el 1.º de Asturias como teniente de infantería. En la Guerra de Independencia sirvió al comandante Luis de Sosa y al general Federico Castañón y Lorenzana. Desde 1812 hasta 1821 estuvo en las colonias españolas y participó al año siguiente, el 7 de julio de 1822 en la Lucha contra los Guardias Reales en la Plaza Mayor de Madrid, lo que le será un problema para volver al servicio activo durante la Década Ominosa . Participó contra los carlistas en la primera guerra carlista en las Vascongadas.                                                                |
| 1813-1878       | Vicente Díez Canseco         | Licenciado en medicina y cirugía, socio de la academia de Esculapio, correspondiente de la Real Academia de Medicina en Madrid, socio de «mérito» de la Económica de Amigos del País así como presidente de la misma en León, autor de la obra Catecismo de Higiene, traductor de obras de Hipócrates y destacado carlista |
| 1862-1930       | Laureano Díez Canseco        | Catedrático de Derecho Natural e Historia del Derecho, miembro del Consejo de Instrucción Pública y de la Asamblea Nacional Consultiva. Será uno de los primeros estudiosos sobre la comarca del Arbolio, afirmando que la derivación de su nombre primitivo es la de Arbollo. Cuenta con una calle en la ciudad de León. |
| 1877-1946       | Padre Juan Getino            | Párroco arcipreste y escritor destacado AQVI YACE JV[AN]-/-GETINO RETOR-/-QVE FVE Đ GE-/-NICERA Y SVS A-/-NEXOS ADW-/-INISTRADOR I-/-FVUNDADOR-/-DESTA CAPI-/-LLA I FALLECI-/-O EL AÑO DE-/-16 Aquí yace Juan Getino Rector que fue de Genicera y sus anexos administrador y fundador de esta capilla y falleció el año de 16 Lauda sepulcral del Padre Juan Getino en Lugueros |
| 1958 †          | Padre Eleuterio Pérez García | Párroco arcipreste, conocido como El cura rojo en tiempos de guerra o El Obispete de la Mediana. Cuenta con una placa conmemorativa en la Iglesia de Genicera donde dice: Como perpetuo recuerdo el pueblo de Genicera al que fue durante 50 años fue su padre y pastor Rvdo. D. Eleuterio Pérez (párroco arcipreste) 19-IX-58 R.I.P. Lauda sepulcral del Padre Eleuterio Pérez en Genicera |
| 1943 - presente | Diego Segura Pérez           | Escultor, fotógrafo, pintor (activo practicante en el arte postal) y escritor. Ha realizado numerosas exposiciones en León, Asturias, Ceuta, Sevilla, Madrid, Barcelona, las ciudades marroquíes de Arcila, Tánger, Tetuán, Casablanca, Rabat, y Fez; Washington D. C. (EE. UU.), Santo Domingo (República Dominicana), Montevideo (Uruguay) y Buenos Aires (Argentina). Cabe destacar su obra Genicera años 90 la vida que se pierde y su célebre frase: acordaos de Genicera. |
| 1948 - presente | Miguel Ángel González García | Conocido como El ciclón de Genicera, Miguel Ángel es un destacado jugador de bolos a nivel nacional, 5 primeros premios de España en modalidad individual, 10 primeros premios nacionales en parejas, galardonado numerosas veces a nivel provincial como mejor deportista leonés de bolos, ganador de la Copa del Rey con recepciones de la Casa Real en el Palacio Real de El Pardo. Iniciado desde joven en el mundo de los bolos, vio frenada su carrera profesional a los 22 años tras cambiar de residencia a Barcelona donde vivió 9 años. Desde entonces retomaría este deporte hasta hoy en día, el cual lo sigue realizando activamente, siendo a día de hoy presidente de la Federación de Bolos El Crucero. |
| 1953-2020       | Antonio Gutiérrez González   | Hijo de Gumersinda González, oriunda de Genicera, guardó una estrecha relación con este pueblo durante toda su vida. Fue hasta sus últimos días Coordinador en el centro de salud de Eras de Renueva llamado Centro de Salud Antonio Gutiérrez (León) además de haber sido delegado de la Junta de Personal de la Central Sindical Independiente y de Funcionarios (Csif) de León. Su inesperado fallecimiento se dio por las continuas labores que realizó contra el SARS-CoV-2, causándole la muerte esta enfermedad pandémica. Fue el primer médico de León víctima de este virus y su caso fue eco en todas las televisiones nacionales. Por ello, mediante la Disposición 11.748 del BOE número 167 del 13 de julio de 2021, Antonio Gutiérrez González fue condecorado a título póstumo con la Gran Cruz de la Orden del Mérito Civil |
| 1968 - presente | Xosepe Vega Rodríguez        | Francisco José Vega (comúnmente conocido como Xosepe Vega, en leonés) es un escritor, articulista, editor y traductor de obras, principalmente al cabreirés como El Prencipicu, además de llevar a cabo una importante labor de dignificación de la lengua leonesa. Fue cofundador del partido político Conceyu del País Llionés en 1998 y actualmente es secretario provincial en la provincia de León del sindicato Comisiones Obreras. |
| 1985 - presente | Jesús Coca Aguilera          | Periodista. Trabajó en periódicos leoneses como La Crónica, Leonoticias y actualmente en La Nueva Crónica, además de colaborar en emisoras como La Ser. Fue ganador de dos segundos premios en el IX Concurso de relatos del Consejo de la Juventud de Castilla y León en 2016 y de la Diputación de Soria (2019) |
| 2001-presente   | David Llamazares Lara        | Luis David de Llamazares Lara según su nombre de pila es un historiador y vicepresidente de la Junta Vecinal de Genicera en el periodo 2023-2027. Desde 2022 ha publicado varios artículos de investigación cuya temática aborda la historia de esta localidad. De igual manera en su campo de trabajo ha dedicado tiempo a la historia de Los Argüellos, como lo demuestra su TFG "Documentación de la Comarca de Los Argüellos en el Archivo Diocesano de León (1326 – 1724)"o ponencias como "Canseco en la Historia". |

##### Otros personajes destacados
| Docentes - Asunción Coca Díez: maestra. - Extelsina Ordoñez Suárez: profesora de Derecho Mercantil. - Gregoria Robles Díez: maestra. - † Miguel Suárez Orejas : maestro. - † Manuel González Orejas: maestro en Valverdín. - Pilar Robles Díez: maestra. Hermana de Gregoria Robles Díez. - † Ramona Orejas Díez: maestra. - Rosario González Díez: maestra. Abogados - Felipe Diez González: abogado y Secretario del Ayuntamiento. - † Baltasar Orejas Díez: abogado. Militares - † Pedro González-Arintero: capitán de la artillería de los Católicos Ejércitos en 1757 destinado a Orán. - † Froilán Cañón González-Getino: miembro de la Real Tropa en 1757. | Eclesiásticos - † Atanasio Fierro López: sacerdote en Madrid. Capellán de los Condes de Guadalhorce. Concejal de Obras Públicas. Llevó a cabo los planes de pavimentación de la carretera de Genicera. - † Benito Orejas Orejas: párroco en Canseco. - † Felipe Alonso Orejas: párroco en Riaño. Venerado en la zona como San Felipe por confesar voluntariamente a los miembros de ambos bandos durante la Guerra Civil. - † Francisco Orejas González: párroco en Valdeteja y Valverde. - † Jorge Orejas González: sacerdote en Valderas y beneficiado en Plasencia. - † Matías Fierro López: párroco en Gete. Hermano de Atanasio Fierro López. - † Paulino Orejas González: párroco en Pajares. - † Pedro Fernández López: párroco en Orzonaga. - † Pedro Orejas Canseco: dominico en Almería. - Simón Orejas Canseco: párroco en Santa María del Monte del Condado. - † Santiago González-Arintero: canónigo del Convento de San Marcos en 1781. - † Ángel Diez-Canseco: canónigo del Real Convento de San Isidoro en 1781. | Otros - César Ardura González: músico especializado en tocar las tablas. - † Pedro Orejas González: médico y veterinario. Hermano de los sacerdotes Francisco y Paulino. Conocido en la comarca como «Pericón» o «Pericón el de los huesos». - † Pedro Orejas González: médico y veterinario. Hermano de los sacerdotes Francisco y Paulino. Conocido en la comarca como «Pericón» o «Pericón el de los huesos». - Extelsina Rodríguez Ordóñez: médico. - † Felipe Díez Cañón: prestamista. - † Miguel González-Arintero: residente en la Villa y Corte de Madrid en 1781. Hermano de Santiago González-Arintero. - † Manuel Diez-Canseco: residente en la Villa y Corte de Madrid en 1781. |